# Höxter
Höxter ist eine Mittelstadt mit knapp 30.000 Einwohnern in Nordrhein-Westfalen und Kreisstadt des Kreises Höxter, der zum Regierungsbezirk Detmold gehört.
Höxter ist Standort des ABC-Abwehrbataillon 7 und der Technischen Hochschule OWL.
Die Stadt liegt an der Weser im Zentrum des Weserberglands und wird zur Region Hochstift Paderborn gerechnet. Ihre historischen Ortsnamen sind Hoxer und Huxaria.
Das in Höxter liegende Kloster Corvey wurde im Juni 2014 von der UNESCO unter dem offiziellen Titel „Das karolingische Westwerk und die Civitas Corvey“ zum Weltkulturerbe ernannt und gehört seither zu den Welterbestätten in Deutschland. Im Jahr 822 wurde das Kloster mit Zustimmung Ludwigs des Frommen (778–840), eines Sohns Karls des Großen, als Benediktinerabtei gegründet. Sie war im frühen Mittelalter eines der bedeutenden Klöster in Europa. Im Jahr 1810 wurde sie säkularisiert. Die am linken Weserufer gelegene Anlage wurde insbesondere wegen ihres fast vollständig erhaltenen Westwerks ausgezeichnet.

## Geografie

Höxter mit Corvey (seit 2014 UNESCO-Welterbe)

Höxter ist die östlichste Stadt Nordrhein-Westfalens und liegt im Holzmindener Wesertal (Teil des oberen Wesertals) unmittelbar westlich des Sollings und östlich des Oberwälder Landes am Ostrand des Naturparks Teutoburger Wald / Eggegebirge. Der östlichste Punkt des Landes liegt im Ortsteil Stahle. Der überwiegende Teil des Stadtgebiets liegt auf der westlichen Weserseite. Auf der östlichen Weserseite liegen lediglich der Ortsteil Lüchtringen sowie das Brückfeld, eine der Kernstadt Höxter vorgelagerte Flusshalbinsel der Weser. Östlich von Höxter schließt sich der schon zu Niedersachsen gehörende Solling an. Am südlichen Rand des Stadtgebiets nahe Godelheim mündet die Nethe in die Weser, in der Kernstadt Höxter der Bollerbach, die Grube und die Schelpe sowie in Albaxen die Saumer. Das Stadtgebiet reicht im Norden bis zum Gipfel des Köterbergs auf 496 Metern Höhe. Die nächsthöheren Erhebungen sind der Strohberg nördlich von Bödexen mit 394 Metern, der Krekeler Berg südwestlich der Kernstadt Höxter mit 368 Metern und der Scheelenberg südlich von Bosseborn mit 346 Metern.
Die nächstgelegenen Großstädte sind Paderborn (ca. 45 Kilometer westlich), Bielefeld (ca. 65 Kilometer nordwestlich), Hannover (ca. 70 Kilometer nördlich), Göttingen (ca. 45 Kilometer südöstlich) und Kassel (ca. 50 Kilometer südlich).

### Geologie

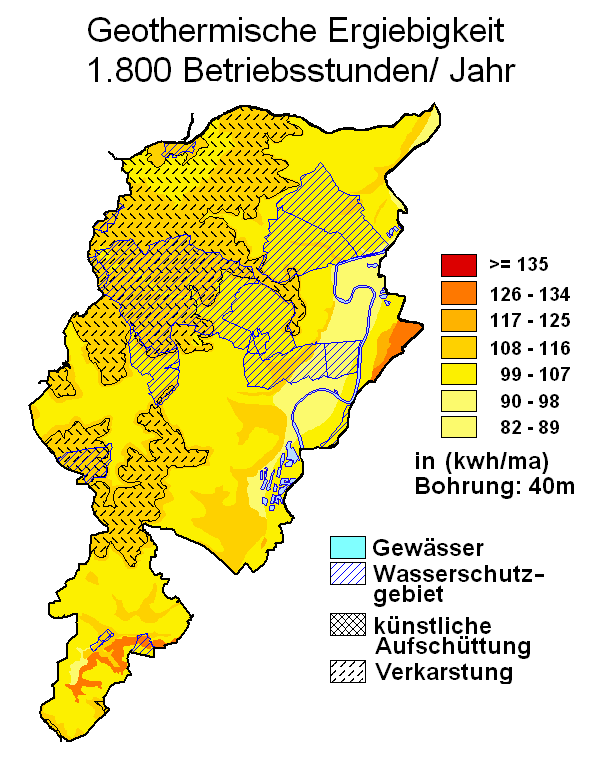
Geothermische Karte von Höxter

Der Festgesteinsuntergrund im Stadtgebiet wird wesentlich von Ton-, Mergel-, Kalk- und Sandsteinen des Erdmittelalters bestimmt. Diese Sedimentgesteine sind zwischen 1000 und 1500 Meter mächtig. Sie wurden im Lauf der Erdgeschichte herausgehoben und in zahlreiche Sättel, Mulden, Gräben, Horste und kleinere Schollen zerlegt. Tiefer liegt ein Festgesteinssockel, der aus Gesteinen des Erdaltertums (Devon, Karbon und Perm) besteht. In den zum Teil weiten Talebenen der Weser und ihrer westlichen Nebenbäche ist der Festgesteinsuntergrund von Lockergesteinen des Eiszeitalters (Kies, Sand und Löss) bedeckt.
Die Sande und Kiese im Wesertal und in den Nebentälern sind gute Grundwasserleiter. Im Oberwälder Land sind Kalksteinzersatzböden weit verbreitet. Vorherrschendes Merkmal sind die meist unter Wald liegenden Rendzinen und Rendzina-Braunerden.
Besonders in leichten Hang- und Muldenlagen entwickelten sich aus Löss sehr tiefgründige schluffig-lehmige Parabraunerden, die als Ackerbaustandorte mit hohen Erträgen genutzt werden. In Gebieten mit kleinräumig größeren Höhenunterschieden herrscht forstliche Nutzung vor, die in flachwelligeren Gebieten von Grünlandnutzung und Ackerbau abgelöst wird. Im Bereich der Weser befinden sich junge sandig-lehmige Flusssedimente, aus denen sich braune Auenböden entwickelt haben. Dort, wo eine Überflutung unwahrscheinlich ist, wird Ackerbau betrieben.
Die Hebung des Solling-Gewölbes und die Weser haben die Morphologie des Raumes geprägt. Dabei schneidet der Fluss etwa bei Höxter die Grenze zwischen dem Buntsandstein und dem Muschelkalk in einem spitzen Winkel. Beim benachbarten Holzminden entfernt sich der Fluss vom Hebungszentrum und nimmt seinen Weg durch den Muschelkalk. So fallen im Westen die zur Weser ausgerichteten Flanken über 200 Meter steil in die Talebene. Dabei haben sich einige Klippen gebildet wie die Rabenklippen am Ziegenberg und die Prinzessinnenklippen am Räuschenberg. Hier gedeihen wertvolle Waldgesellschaften, wie etwa Orchideen-Buchenwälder. Die Rücken dieser Berge weisen wenig Reliefenergie auf und werden zum Teil intensiv landwirtschaftlich genutzt. An der Ostseite der Weser dagegen steigt der Solling relativ sanft auf. Zwischen dem Oberwälder Land und dem Solling mäandert die Weser in einem etwa 1 bis 3 Kilometer breiten Tal. Ihre Flussschotter werden in vielen Kiesseen abgebaut.
Die Besiedlung der Kernstadt Höxter hat sich seit den 1950er-Jahren auf die drei umliegenden Muschelkalkhänge am Ziegenberg, am Räuschenberg und am Bielenberg ausgedehnt. Die Kanten von Ziegenberg und Räuschenberg liegen etwa 200 Meter über dem Talgrund. An der Südflanke des etwas kleineren Bielenbergs konnten sich wertvolle Wacholderheiden erhalten. Zwei alte offengelassene Steinbrüche zeugen von seiner Nutzung zur Zementherstellung. Der im Norden der Stadt gelegene Südhang des Räuschenberges heißt „Weinberg“, da hier während der Mittelalterlichen Warmzeit vom Kloster Corvey Weinbau betrieben wurde.
Höxter eignet sich gut bis sehr gut zur Nutzung von geothermischen Wärmequellen mittels Erdwärmesonde und Wärmegewinnung durch Wärmepumpenheizungen (vgl. dazu die nebenstehende Karte).

### Ausdehnung und Nutzung des Stadtgebiets

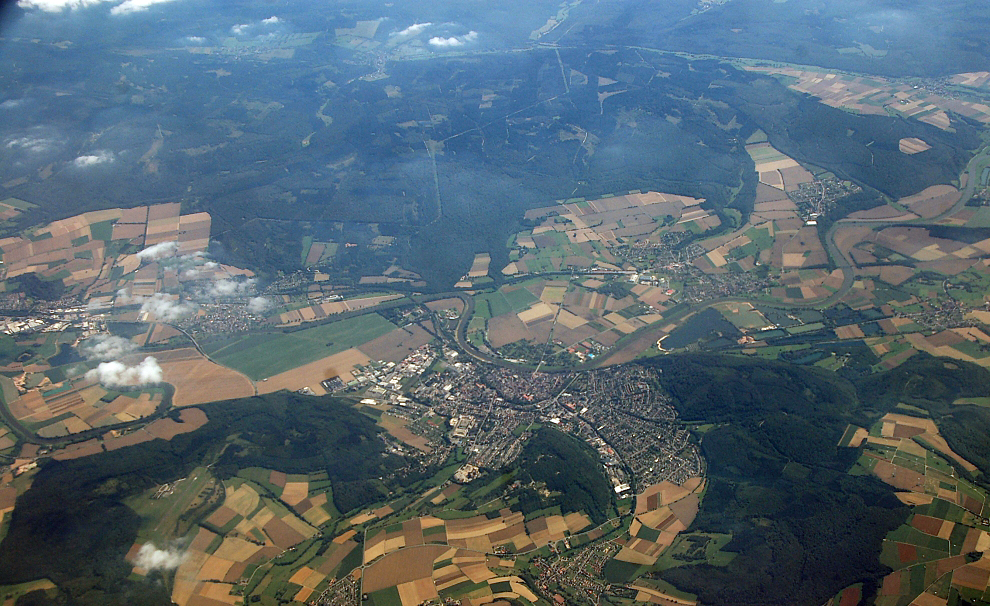
Luftaufnahme von Höxter mit den Ortschaften Godelheim, Lüchtringen und Lütmarsen

Die als „Kleine Mittelstadt“ klassifizierte Stadt umfasst eine Fläche von 157,9 km². Die größte Ausdehnung in Nord-Süd-Richtung beträgt etwa 21,7 km und in Ost-West-Richtung etwa 13,7 km.
| Fläche nach Nutzungsart | Landwirt- schafts- fläche | Wald- fläche | Gebäude-, Frei- und Betriebsfläche | Verkehrs- fläche | Wasser- fläche | Erholungs- und Friedhofsfläche | sonstige Nutzung |
| ----------------------- | ------------------------- | ------------ | ---------------------------------- | ---------------- | -------------- | ------------------------------ | ---------------- |
| Fläche in km²           | 70,8                      | 63,4         | 10,2                               | 8,0              | 3,7            | 1,2                            | 0,6              |
| Anteil an Gesamtfläche  | 44,8 %                    | 40,1 %       | 6,5 %                              | 5,1 %            | 2,4 %          | 0,7 %                          | 0,4 %            |

| Höxter grenzt im Norden an die Stadt Lügde (Kreis Lippe, Nordrhein-Westfalen), im Nordosten an die Samtgemeinde Bodenwerder-Polle, im Osten an die Samtgemeinde Bevern und an die Stadt Holzminden, im Südosten an die Samtgemeinde Boffzen (alle Landkreis Holzminden, Niedersachsen), im Süden an die Stadt Beverungen, im Südwesten und Westen an die Stadt Brakel und im Westen an die Stadt Marienmünster (alle Kreis Höxter, Nordrhein-Westfalen). |                                             | \| \| Lügde \| Samtgemeinde Bodenwerder-Polle \| \| Marienmünster, Brakel \| \| Samtgemeinde Bevern, Holzminden \| \| Brakel \| Beverungen \| Samtgemeinde Boffzen \| |
| | Lügde                                       | Samtgemeinde Bodenwerder-Polle |
| Marienmünster, Brakel | Kompassrose, die auf Nachbargemeinden zeigt | Samtgemeinde Bevern, Holzminden |
| Brakel | Beverungen                                  | Samtgemeinde Boffzen |

### Stadtgliederung
Das Stadtgebiet von Höxter ist in zwölf Ortschaften und die Kernstadt gegliedert. In allen Ortschaften existieren Ortsausschüsse, denen die Aufgaben übertragen sind, die sich ohne Beeinträchtigung der einheitlichen Entwicklung der Gesamtstadt innerhalb ihres Zuständigkeitsbereiches erledigen lassen. Außerdem besitzen alle Ortschaften mit Ausnahme des Stadtkerns Höxter Bezirksverwaltungsstellen, die ein bürgernahes Verwaltungshandeln sicherstellen sollen. Das Amt des Leiters der Bezirksverwaltungsstelle wird einem im Bereich der Ortschaft wohnenden Einwohner für die Dauer der Wahlperiode des Rates als Ehrenamt übertragen.
| Ortschaft        | Einwohner ohne Nebenwohnsitze1 | Anteil des Stadtteils in Prozent | Ortschaften der Stadt Höxter |
| ---------------- | ------------------------------ | -------------------------------- | ---------------------------- |
| Stadtkern Höxter | 13.254                         | 45,9 %                           | Ortschaften der Stadt Höxter |
| Albaxen          | 01.585                         | 05,5 %                           | Ortschaften der Stadt Höxter |
| Bödexen          | 00.791                         | 02,7 %                           | Ortschaften der Stadt Höxter |
| Bosseborn        | 00.505                         | 01,7 %                           | Ortschaften der Stadt Höxter |
| Brenkhausen      | 01.216                         | 04,2 %                           | Ortschaften der Stadt Höxter |
| Bruchhausen      | 00.628                         | 02,2 %                           | Ortschaften der Stadt Höxter |
| Fürstenau        | 01.137                         | 03,9 %                           | Ortschaften der Stadt Höxter |
| Godelheim        | 00.936                         | 03,2 %                           | Ortschaften der Stadt Höxter |
| Lüchtringen      | 02.956                         | 10,2 %                           | Ortschaften der Stadt Höxter |
| Lütmarsen        | 00.967                         | 03,3 %                           | Ortschaften der Stadt Höxter |
| Ottbergen        | 01.476                         | 05,1 %                           | Ortschaften der Stadt Höxter |
| Ovenhausen       | 01.108                         | 03,8 %                           | Ortschaften der Stadt Höxter |
| Stahle           | 02.345                         | 08,1 %                           | Ortschaften der Stadt Höxter |
| gesamt           | 28.669                         | 100,0%0                          | Ortschaften der Stadt Höxter |

1 Stand 31. Dezember 2022

### Klima
Siehe: Klima in Ostwestfalen-Lippe

## Geschichte

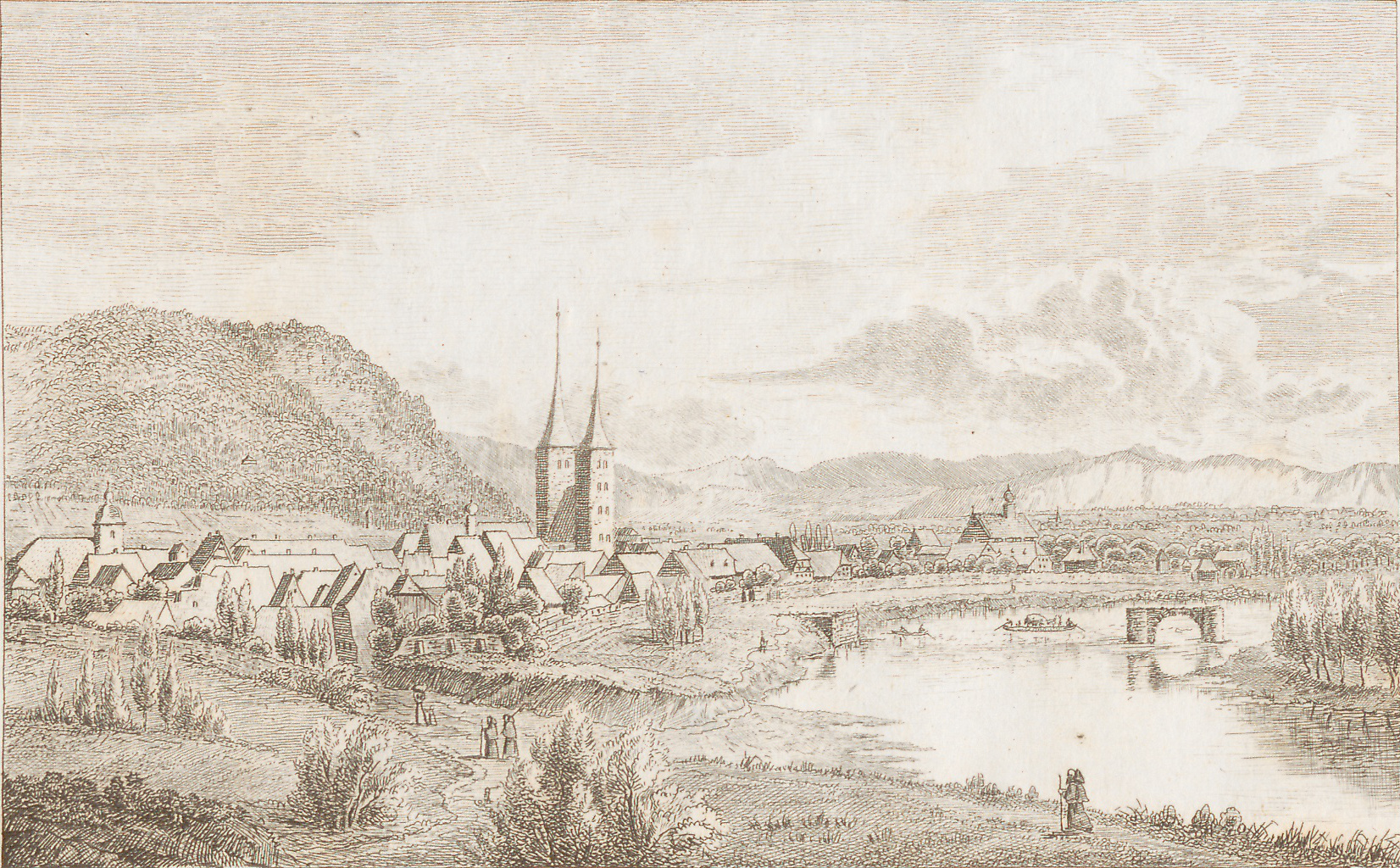
Höxter um 1819

Im Jahre 775 besetzten fränkische Truppen unter Karl dem Großen beide Seiten der Weserfurt im Gebiet des heutigen Höxters. Viele Sachsen starben bei der Verteidigung dieses strategisch wichtigen Ortes.
Die Siedlung Huxori, das spätere Höxter mit seinen Ländereien, wurde von Kaiser Ludwig dem Frommen 822 dem neu gegründeten Kloster Corvey zugesprochen. Der Ort lag günstig an den damaligen Fernstraßen von Bremen nach Kassel und an der Ost-West-Verbindung, dem sogenannten Hellweg.
Im Jahr 1250 wurden Höxter die Stadtrechte verliehen. Allerdings gilt Höxter nicht als „gegründete und gewachsene Stadt“. Als es am Ende des Hochmittelalters üblich wurde, Stadtgründungen juristisch zu fixieren, galt Höxter schon längst als Stadt und wies diejenigen Merkmale auf, die eine Stadt in rechtlicher Hinsicht vom Dorf unterschieden, wie Marktrecht, Befestigungsrecht, Selbstverwaltung u. a. m. Das Befestigungsrecht hatte Höxter bereits um die Mitte des 12. Jahrhunderts von König Konrad III. als königliches Privileg erhalten.
Bis 1265 hatten sich Siedlungen, in denen Laien des Klosters Corvey lebten, in nur ca. 2 km Entfernung von Höxter zur „Stadt Corvey“ weiterentwickelt, die ungefähr so groß wie Höxter geworden war. Die Stadt Corvey wurde 1265 von den Höxteranern mit Hilfe des Paderborner Bischofs zerstört und nicht wieder aufgebaut. An diese Stadt soll, beginnend mit der Landesgartenschau 2023, ein Geschichtspark im Weserbogen erinnern, der nach der Gartenschau weiter ausgebaut werden soll.
Ab 1295 gehörte die Stadt dem Bund der Hanse an. 
1533 wurde auf Drängen des Magistrats an den drei Hauptkirchen die Reformation (St. Kiliani, St. Marien und St. Petri) durchgeführt; Versuche zur vollständigen Rekatholisierung der Bevölkerung Höxters durch die Äbte von Corvey blieben auch in den Jahren 1624 bis 1631 letztlich erfolglos. Durch den Dreißigjährigen Krieg wurde Höxter schwer getroffen, im Blutbad von Höxter 1634 töteten Soldaten der Katholischen Liga unter General Geleen nach längerer Belagerung 1100 Einwohner. In der Folge verarmte die Stadt zusehends. Weitere Eroberungen erfolgten 1640 durch kaiserliche Truppen unter Erzherzog Leopold Wilhelm und 1646 durch die Schweden unter Carl Gustaf Wrangel.
Im Jahr 1665 wurde Christoph Bernhard von Galen, Fürstbischof von Münster, Administrator des Stifts Corvey und damit Landesherr der Höxteraner. Von Galen war in seinem Bistum ein erfolgreicher Verfechter der Gegenreformation, der erfolgreich dafür sorgte, dass in ihm die große Mehrheit seiner Untertanen wieder katholisch wurde. In Höxter gelang ihm dies nicht. Durch einen Gnaden- und Segenrezess teilte Christoph Bernhard von Galen 1674 den Protestanten in Höxter die Kilianikirche und die Petrikirche nebst Schule und Kirchhof zu und den Katholiken die Nikolaikirche sowie die Minoritenkirche.
Mit dem Bischof von Münster verbündete Franzosen hatten 1673 dafür gesorgt, dass die Weserbrücke bei Höxter einschließlich ihrer Pfeiler bis zur Wasserlinie abgetragen wurden. Bis 1833 war eine Überquerung der Weser bei Höxter nur mit Hilfe einer Fähre möglich.
Von 1792 bis 1803 war Höxter Hauptstadt des Fürstbistums Corvey. 1803 bis 1806 gehörte die Stadt zum Haus Nassau-Oranien, danach von 1807 bis 1813 zum Königreich Westphalen. Im Königreich Westphalen war Höxter Sitz des Kantons Höxter sowie des Distrikts Höxter im Departement der Fulda. 1810 ließ Jérôme Bonaparte die Petrikirche, welche als die schönste der Stadt galt, abreißen.
1813 wurde Höxter dem Königreich Preußen zugeschlagen. Seit 1816 war Höxter die Kreisstadt des Kreises Höxter im Regierungsbezirk Minden der Provinz Westfalen.
Das spätmittelalterliche und frühneuzeitliche Höxter galt in der Literatur als Bierstadt. Von 1739 bis 1821 existierte ein städtisches Brauhaus. Im 19. Jahrhundert wurden vier Brauereien gegründet, zwei mit dem Namen Krekeler. Während die Brauerei Hermann Krekeler im Jahre 1920 ihren Betrieb eingestellt hat, existierte die Brauerei Heinrich Krekeler bis 1970.
1833 wurde der Stadt Höxter die preußische revidierte Städteordnung von 1831 verliehen.

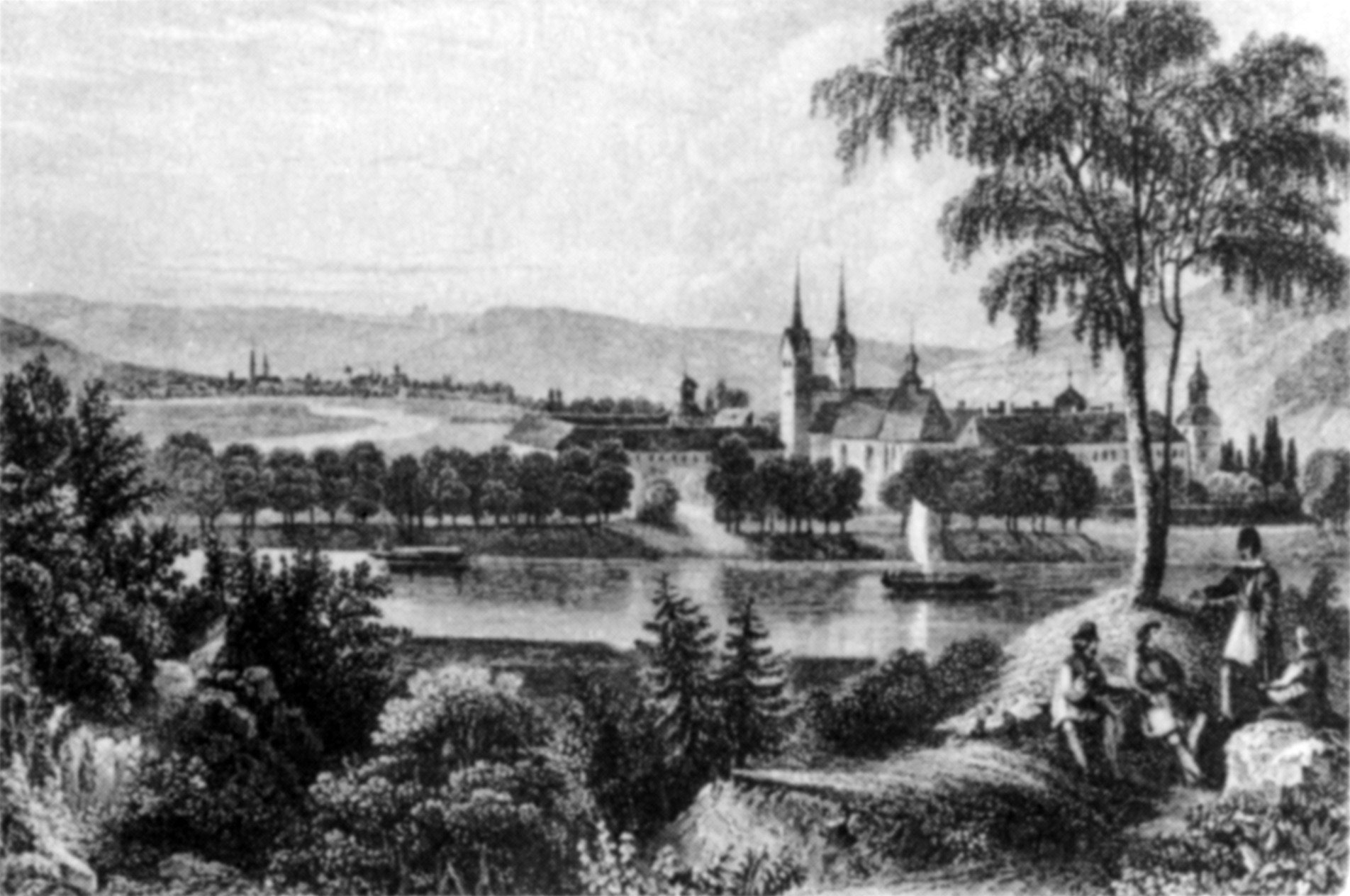
Schloss Corvey und Höxter, um 1840

1865 führte der Anschluss mit dem Bahnhof Höxter an das Eisenbahnnetz durch die Bahnstrecke Altenbeken–Holzminden–Kreiensen (–Braunschweig) der Königlich-Westfälischen Eisenbahn-Gesellschaft und der Braunschweigischen Südbahn (Herzoglich Braunschweigische Staatseisenbahn) zu einem wirtschaftlichen Aufschwung. Die Strecke mit der Eisenbahnbrücke über die Weser stellte eine wichtige Verbindung zwischen Berlin und dem Ruhrgebiet dar. Die einst zweigleisige Hauptstrecke verlor durch die Teilung Deutschlands nach 1945 im Laufe der Jahrzehnte an Bedeutung, da sich die Verkehrsströme mehr in Nord-Süd-Richtung verlagerten.
Mit der dauerhaften Einquartierung eines Infanteriebataillons wurde Höxter 1860 Garnisonsstadt.
Mit dem Bau der nach General Erich Weber Pascha benannten Kaserne und der Stationierung des Pionierbataillons 31 wurde Höxter 1936 eine Garnison der Wehrmacht. Nach dem Zweiten Weltkrieg nutzten Besatzungstruppen die Kaserne. Von 1952 bis 1956 war der Bundesgrenzschutz in der Kaserne. Die Bundeswehr stationierte dann das Panzergrenadierbataillon 12 bis 1961, von 1960 bis 1993 das Pionierbataillon 7. Danach bis heute (2023) ist das ABC-Abwehrbataillon 7 hier stationiert.
Am 9. Juni 1951 war die Beerdigung des SS-Hauptsturmführers und Adjutanten des Lagerkommandanten des KZ Buchenwald Hans-Theodor Schmidt. Etwa 5000 Personen nahmen Teil. Mehrere hundert Polizisten waren im Einsatz. Hans Schmidt war zwei Tage zuvor als letzter Kriegsverbrecher von den Amerikanern im Kriegsverbrechergefängnis Landsberg hingerichtet worden. Die ein Jahr später vom Bundesverfassungsgericht verbotene Sozialistische Reichspartei (SRP) hatte die Beerdigung in seinem Heimatort Höxter für ihre Propaganda genutzt.
1956 entstand auf dem Grundstück des ehemaligen Dampfsägewerks das Residenz-Filmhaus mit einem Saal und über 700 Plätzen. 1975 übernahm Heribert Schlinker das Kino. 1979 entstanden ein zweiter Saal und ab 1982 ein dritter. Im Dezember 1999 wurde das Residenz geschlossen. Es wurde zur Stadthalle umgebaut.
Am 23. Oktober 1967 kam es zu einer Gasexplosion und einem Großbrand im Ortskern von Höxter in der Häuserzeile Freise/Lillmeyer/Freytag.

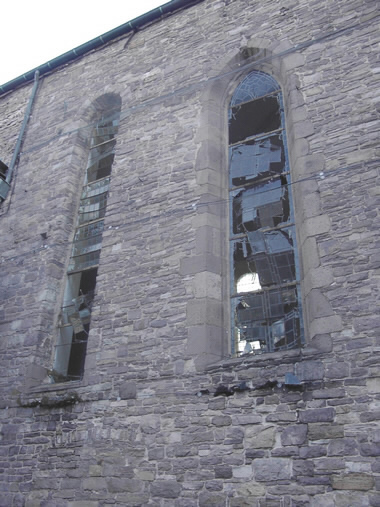
Schäden an den Fenstern der Kilianikirche

Am Morgen des 19. September 2005 tötete sich Günter H. in seinem Haus „Am Rathaus 11“, in direkter Nachbarschaft des historischen Rathauses mit der Zündung von mehr als 900 Litern Benzin in Kombination mit einer manipulierten Gasleitung.  Neben dem Hausbesitzer, der in den Trümmern des Gebäudes starb, wurde eine 81-jährige Frau aus Holzminden und ein 79 Jahre alter Mann aus Höxter getötet. Mehr als 60 Menschen wurden verletzt, 16 davon schwer. Etwa eine Stunde nach der Detonation des Hauses wurde Katastrophenalarm ausgelöst; mehrere hundert Rettungskräfte aus den Kreisen Höxter und Holzminden der Bundeswehr waren im Einsatz. Die gesamte Innenstadt wurde in Mitleidenschaft gezogen, die Wiederaufbauarbeiten waren ein Jahr später noch nicht abgeschlossen. So konnte die angrenzende evangelische Kilianikirche erst am 31. Oktober 2007 nach Beseitigung der Schäden wieder genutzt werden. Die barocke Denkmalorgel, die erst kurz vor der Katastrophe wegen Bleifraß saniert worden war, musste wegen starker Verschmutzungen und Beschädigungen in Teilen ausgelagert werden und erklang mit einem Konzert zum ersten Mal wieder am 6. April 2008.
Im Jahr 2016 wurde der Stadtteil Bosseborn in den Medien durch den Kriminalfall Höxter bekannt, in dem ein Paar in einem Haus zwei Frauen ermordete und mindestens sieben weitere Frauen misshandelte und finanziell schädigte.
2023 fand die nordrhein-westfälische Landesgartenschau in Höxter statt.

### Eingemeindungen
Im Rahmen der nordrhein-westfälischen Gebietsreform wurden am 1. Januar 1970 mit dem „Gesetz zur Neugliederung des Kreises Höxter“ vom 2. Dezember 1969 die bis dahin selbständigen Gemeinden Albaxen, Bödexen, Bosseborn, Brenkhausen, Fürstenau, Godelheim, Lüchtringen, Lütmarsen, Ottbergen, Ovenhausen und Stahle aus dem Amt Höxter-Land, die Gemeinde Bruchhausen aus dem Amt Beverungen sowie die amtsfreie Stadt Höxter zur neuen Stadt Höxter zusammengeschlossen. Das Amt Höxter-Land wurde aufgelöst; Rechtsnachfolgerin ist die Stadt Höxter. Am 1. Oktober 1971 wurde ein Teilgebiet der Stadt Holzminden mit damals etwas mehr als 100 Einwohnern aufgenommen.

### Einwohnerentwicklung
Die Übersicht zeigt die Einwohnerzahlen der Stadt Höxter nach dem jeweiligen Gebietsstand, bei einigen Jahren zusätzlich nach heutigem Gebietsstand. Bei den Zahlen handelt es sich bis 1970 und für 1987 um Volkszählungsergebnisse und ab 1975 um amtliche Fortschreibungen des Landesamtes für Datenverarbeitung und Statistik. Die Zahlen von 1975 bis 1985 sind geschätzte Werte, die Zahlen ab 1990 Fortschreibungen auf Basis der Ergebnisse der Volkszählung von 1987, ab 2012 Fortschreibungen auf Basis des Zensus 2011. Die Angaben beziehen sich ab 1871 sowie für 1946 auf die Ortsanwesende Bevölkerung, ab 1925 auf die Wohnbevölkerung und ab 1985 auf die Bevölkerung am Ort der Hauptwohnung. Vor 1871 wurde die Einwohnerzahl nach uneinheitlichen Erhebungsverfahren ermittelt.

Einwohnerentwicklung von Höxter von 1818 bis 2018 nach nebenstehender Tabelle

Höxter nach dem damaligen Gebietsstand
| Datum           | Einwohner |
| --------------- | --------- |
| 1818 (31. Dez.) | 2.858     |
| 1831 (3. Dez.)  | 3.292     |
| 1837 (3. Dez.)  | 3.416     |
| 1843 (3. Dez.)  | 3.656     |
| 1849 (3. Dez.)  | 3.581     |
| 1852 (3. Dez.)  | 3.806     |
| 1858 (3. Dez.)  | 3.858     |
| 1867 (3. Dez.)  | 5.234     |
| 1871 (1. Dez.)  | 5.047     |
| 1880 (1. Dez.)  | 5.186     |
| 1885 (1. Dez.)  | 6.046     |

| Datum           | Einwohner |
| --------------- | --------- |
| 1900 (1. Dez.)  | 07.625    |
| 1905 (1. Dez.)  | 07.699    |
| 1910 (1. Dez.)  | 07.891    |
| 1925 (16. Juni) | 07.258    |
| 1933 (16. Juni) | 07.844    |
| 1939 (17. Mai)  | 09.456    |
| 1946 (29. Okt.) | 13.002    |
| 1950 (13. Sep.) | 14.606    |
| 1961 (6. Juni)  | 15.156    |
| 1969 (31. Dez.) | 15.471    |

Höxter nach dem heutigen Gebietsstand
| Datum           | Einwohner |
| --------------- | --------- |
| 1939 (17. Mai)  | 21.411    |
| 1950 (13. Sep.) | 30.752    |
| 1961 (6. Juni)  | 30.799    |
| 1969 (31. Dez.) | 32.823    |
| 1970 (27. Mai)  | 32.630    |
| 1975 (31. Dez.) | 32.758    |
| 1980 (31. Dez.) | 32.423    |
| 1985 (31. Dez.) | 31.577    |
| 1987 (25. Mai)  | 31.972    |
| 1990 (31. Dez.) | 33.079    |
| 1995 (31. Dez.) | 33.560    |
| 2000 (31. Dez.) | 33.117    |
| 2005 (31. Dez.) | 32.591    |

| Datum           | Einwohner |
| --------------- | --------- |
| 2007 (31. Dez.) | 32.020    |
| 2010 (31. Dez.) | 31.089    |
| 2011 (31. Dez.) | 30.991    |
| 2012 (31. Dez.) | 29.812    |
| 2013 (31. Dez.) | 29.523    |
| 2016 (31. Dez.) | 29.553    |
| 2017 (31. Dez.) | 29.244    |
| 2018 (31. Dez.) | 28.824    |
| 2019 (31. Dez.) | 28.808    |
| 2020 (30. Dez.) | 28.634    |
| 2021 (31. Dez.) | 28.467    |
| 2022 (31. Dez.) | 28.132    |
| 2023 (31. Dez.) | 28.173    |

## Religionen
Obwohl die Kernstadt seit 1533 mehrheitlich evangelisch war und die Hauptkirchen St. Kiliani und Marienkirche bis heute in evangelischer Hand sind, ist die Bevölkerung Höxters inzwischen vornehmlich (Stand 2022: 50 %) römisch-katholisch. Die Pfarreien gehören zum Dekanat Höxter im Erzbistum Paderborn. Die andere Hälfte der Bevölkerung gehört zur Evangelischen Weser-Nethe-Kirchengemeinde Höxter im Kirchenkreis Paderborn der Evangelischen Kirche von Westfalen, bekennt sich zu anderen Religionsgemeinschaften oder ist konfessionslos.
Die Neuapostolische Kirche, die Evangelisch-Freikirchliche Gemeinde (Baptisten), Bibeltreue Christen und Jehovas Zeugen haben eigene Gemeinden. Im Kloster Brenkhausen befindet sich der Bischofssitz der Koptischen Kirche in Deutschland. In der Wegetalstraße ist der Bau einer Moschee begonnen worden.

## Politik

### Stadtrat
- Linke: 1
- SPD: 8
- Grüne: 4
- UWG: 3
- BfH: 6
- FDP: 2
- CDU: 17
- AfD: 1

Die folgende Tabelle zeigt die Zusammensetzung des Stadtrates und die Kommunalwahlergebnisse seit 1975 (nur Ergebnisse mit mindestens 1 % Stimmenanteil).
|                         | 2020  | 2020  | 2014  | 2014  | 2009  | 2009  | 2004  | 2004  | 1999  | 1999  | 1994  | 1994  | 1989  | 1989  | 1984  | 1984  | 1979  | 1979  | 1975  | 1975  |
| Partei                  | Sitze | %     | Sitze | %     | Sitze | %     | Sitze | %     | Sitze | %     | Sitze | %     | Sitze | %     | Sitze | %     | Sitze | %     | Sitze | %     |
| ----------------------- | ----- | ----- | ----- | ----- | ----- | ----- | ----- | ----- | ----- | ----- | ----- | ----- | ----- | ----- | ----- | ----- | ----- | ----- | ----- | ----- |
| CDU                     | 17    | 39,30 | 17    | 38,54 | 17    | 37,82 | 23    | 51,07 | 24    | 54,17 | 26    | 48,02 | 23    | 47,67 | 25    | 53,06 | 27    | 56,53 | 30    | 62,14 |
| SPD                     | 08    | 19,04 | 14    | 30,79 | 14    | 32,96 | 12    | 27,70 | 14    | 31,41 | 19    | 36,89 | 17    | 34,83 | 13    | 29,49 | 15    | 32,90 | 13    | 28,26 |
| UWG/CWG1                | 03    | 07,70 | 03    | 07,80 | 05    | 10,65 | 04    | 09,65 | 03    | 06,19 | 0     | 03,96 | −     | −     | −     | −     | 0     | 03,91 | 0     | 04,38 |
| FDP                     | 02    | 03,91 | 01    | 02,77 | 04    | 08,26 | 02    | 04,74 | 01    | 02,73 | 0     | 02,11 | 0     | 04,82 | 02    | 05,67 | 03    | 06,67 | 02    | 05,22 |
| GRÜNE                   | 04    | 10,50 | 03    | 06,96 | 03    | 06,94 | 03    | 06,84 | 02    | 05,49 | 0     | 04,88 | 02    | 05,30 | 0–    | –     | –     | –     | –     | –     |
| Die Linke               | 01    | 01,48 | 01    | 01,88 | 01    | 02,85 | –     | –     | –     | –     | 0–    | 0–    | 0–    | 0–    | 0–    | –     | –     | –     | –     | –     |
| Bürger für Höxter (BfH) | 06    | 14,98 | 05    | 11,26 | –     | –     | –     | –     | –     | –     | 0–    | 0–    | 0–    | 0–    | 0–    | –     | –     | –     | –     | –     |
| WBU2                    | 0–    | –     | –     | –     | –     | –     | –     | –     | –     | –     | 0     | 03,92 | 03    | 07,39 | 05    | 11,79 | –     | –     | –     | –     |
| AfD                     | 01    | 01,76 | –     | –     | –     | –     | –     | –     | –     | –     | –     | –     | –     | –     | –     | –     | –     | –     | –     | –     |
| Gesamt3                 | 42    | 100   | 44    | 100   | 44    | 100   | 44    | 100   | 45    | 100   | 45    | 100   | 45    | 100   | 45    | 100   | 45    | 100   | 45    | 100   |

1 Unabhängige Wählergemeinschaft/Christliche Wählergemeinschaft

2 Wählergemeinschaft Bürgernähe und Umweltschutz

3 ohne Berücksichtigung von Rundungsdifferenzen

### Bürgermeister

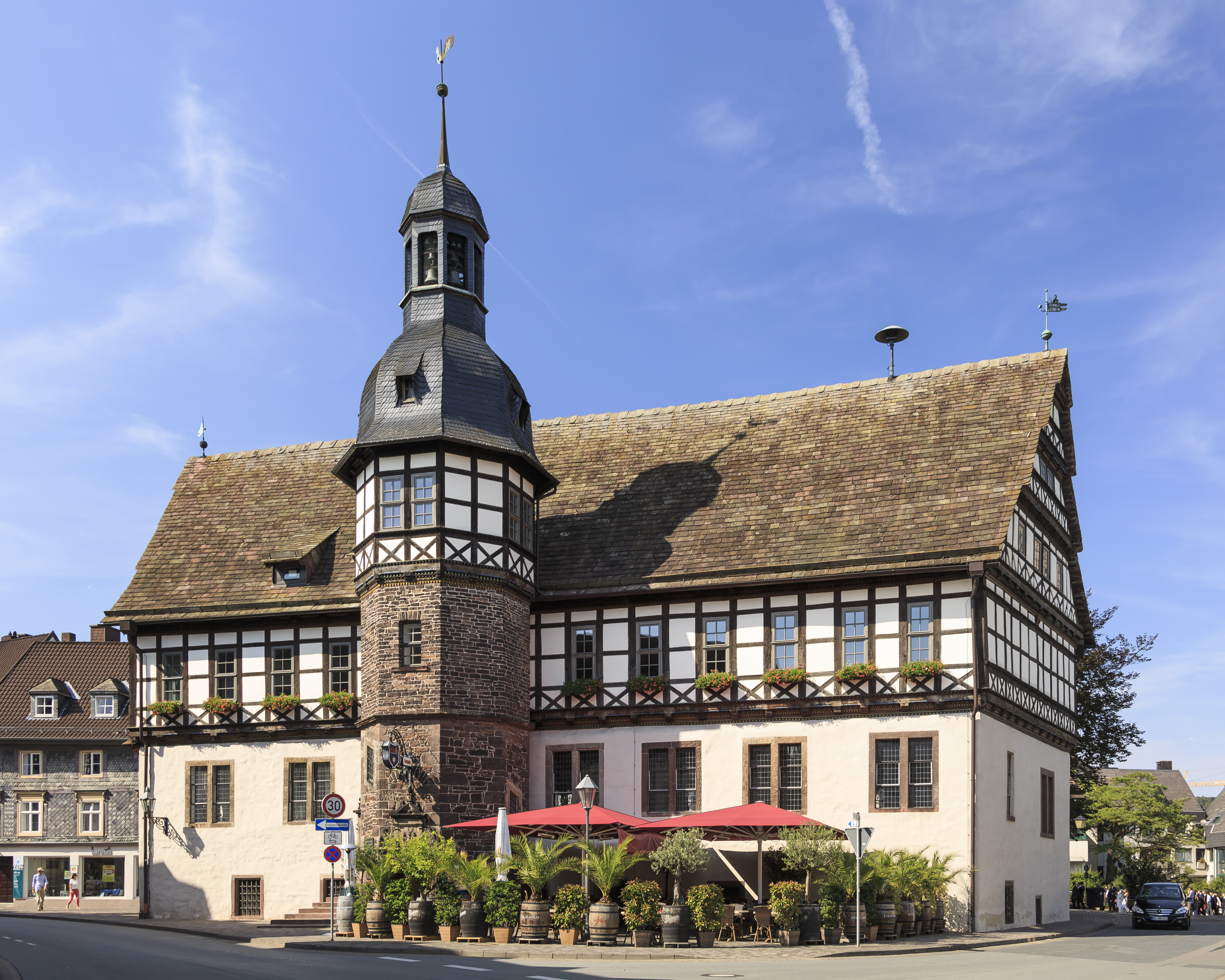
Historisches Rathaus Höxter

2020 wurde Daniel Hartmann (parteilos) in der Stichwahl mit 52,56 % der Stimmen zum Bürgermeister gewählt.
Ehemalige Bürgermeister (unvollständig)
- 2009–2020 Alexander Fischer (SPD) (Ergebnis 2009: 38,46 %, 2014: 57,96 % in der Stichwahl)
- 1999–2009 Hermann Hecker (CDU) (Ergebnis 2004: 61,7 %, 1999: 53,1 %), von der Bürgerschaft direkt gewählter, hauptamtlicher Bürgermeister nach der Änderung des Kommunalrechts in Nordrhein-Westfalen von 1994.
- 1994–1999 Klaus Behrens (CDU)
- 1979–1994 Dorothee Baumgarten (CDU)
- 1970–1979 Heinrich Rosenbaum (CDU)
- 1966–1970 Wilhelm Hattenhauer (FDP)
- 1961–1966 Franz Lüke (CDU)
- 1956–1961 Friedrich Dittmar
- 1948–1956 Wilhelm Hattenhauer
- 1946–1948 Heinrich Thies
- 1945–1946 Gustav Recken
- 1945–0000 Wilhelm Kronsbein (nur für zwei Wochen, danach kurzzeitig Landrat und Oberkreisdirektor des Kreises Höxter und ab 1951 Oberregierungsrat in Köln)
- 1943–1945 Franz Hartmann (zuvor Bürgermeister Amt Höxter-Land)
- 1937–1943 Werner Holle (NSDAP) (zuvor Bürgermeister in Beverungen)
- 1925–1937 Wilhelm Kronsbein
- 1913–1925 Ewald Haarmann (1925 kommissarisch vertreten durch Ludwig Hensel)
- 1912–1913 Johann Farina
- 1887–1912 Wilhelm Leisnering
- 1880–1887 August Frohnsdorff
- 1858–1880 Nikolaus Wilhelm Eckardt
- 1856–1858 Ernst Lülwes (kommissarisch)
- 1854–1856 Wilhelm Jahn
- 1853–1854 Friedrich Freise (kommissarisch)
- 1847–1853 Karl Georg Bartels
- 1835–1847 Adolf Wilhelm Leopold Augustin
- 1833–1835 Hillebrandt (kommissarisch)
- 1830–1833 Ernst Koch
- 1806–1830 Friedrich Ludwig Wilhelm Wiederhold

Vor 1806 gab es immer zwei Bürgermeister.
- (1648) Ludwig Rotermundt
- (1586) Christoffer Hufener
- (1586) Joannes Nidenstein
- 1540 Hermann Böger
- 1514 und 1516 Hans Derndal
- 1504–1530 Johann Sifferdes (zweijährlich abwechselnd, außer 1514 und 1516)
- 1505–1523 Volquin Grovende (zweijährlich abwechselnd)
- 1493–1518 Hinrick Masken
- 1484–1493 Johann von Addessen
- 0000–1484 Arnt von Haversforde
- 145?–1505 Hinrick Sifferdes (bis 1490 abwechselnd mit Johann Derndal)
- 145?–1490 Johann Derndal (bis 1490 abwechselnd mit Hinrick Sifferdes)
- 0000–14?? Hinrick Grovende
- 1422–1450 Gevehard Strolin
- 1400–0?00 Heinrich Strolin
- 1351–1374 Arnold Strolin
- 1331–0000 Konrad von Voltessen
- 1301–1325 Gevehard I. Strolin

Ehemalige Stadtdirektoren (unvollständig)
- 1951–1965 Werner Holle[42]
- 1966–1969 Heinz Kühn
- 1969–1977 Ferdinand Otten
- 1977–1999 Walther Anderson

### Wappen
| Wappen der Stadt Höxter | Blasonierung: „In Rot ein silberner (weißer) Torbau mit großem offenen Tor unter durchbrochenem gotischen Giebel zwischen zwei spitzbedachten Türmen, die am Rande über einer von schmalen Toren durchbrochenen Mauer von zwei Zinnentürmen beseitet.“ |
| Wappen der Stadt Höxter | Wappenbegründung: Das Wappen wurde am 1. Juli 1970 vom Regierungspräsidenten in Detmold verliehen und damit das traditionelle Wappen bestätigt. Es ist abgeleitet von einem Siegel aus dem ausgehenden 13. Jahrhundert.                                |

### Flagge und Banner
|  | 00Hissflagge: „Die Flagge ist im Verhältnis 1:3:1 rot-weiß-rot geteilt; in der Mitte das Wappen zum Liek hin verschoben.“ |

|  | 00Banner: „Das Banner ist im Verhältnis 1:3:1 rot-weiß-rot gespalten; in der oberen Hälfte das Wappen der Stadt.“ |

### Städtepartnerschaften
Seit 1963/64 besteht eine Städtepartnerschaft mit Corbie an der Somme (Nordfrankreich) und seit 1979/80 eine weitere mit Sudbury (Grafschaft Suffolk) im Vereinigten Königreich. Mit diesen Städten finden regelmäßig Bürgerbegegnungen statt.
Bereits seit 1956/57 unterhält das König-Wilhelm-Gymnasium eine der ältesten deutschen Schul-Partnerschaften mit Schulen in Frankreich, dem Lycée Robespierre und dem Lycée Gambetta in Arras. Auch die Hoffmann-von-Fallersleben-Realschule pflegt mehrere Schul-Partnerschaften.
Höxter ist Mitglied des Städtebundes der Neuen Hanse (siehe Hansetag der Neuzeit).

## Kultur und Sehenswürdigkeiten

### Musik
Die Ensembles der Musikschule Höxter, die Chöre im Musikalischen Zentrum Höxter und viele andere Chöre und Musikgruppen in der Kernstadt und den Ortschaften bieten Möglichkeiten der musikalischen Mitwirkung. Darüber hinaus werden regelmäßig Konzerte in den Kirchen von Höxter veranstaltet.

### Theater
Regelmäßig finden in der Residenz Stadthalle Höxter Theateraufführungen statt. Die Stadthalle bietet auf 2000 m² insgesamt 680 Sitzplätze. In der Ortschaft Stahle ist in einem ehemaligen Steinbruch eine Freilichtbühne eingerichtet.

### Museen
- Das „Forum Jacob Pins“ im Adelshof Heisterman von Ziehlberg zeigt die Werke des 1933 aus Höxter nach Palästina geflohenen jüdischen Künstlers, der seiner Geburtsstadt seinen künstlerischen Nachlass stiftete, und erinnert mit einer Dauerausstellung an die ehemaligen jüdischen Bürger der Stadt.
- Das „Forum Anja Niedringhaus“ im historischen Tilly-Haus versteht sich als Kultur- und Begegnungsort, der den vielfältigen Facetten der Fotografie offensteht und mit wechselnden Ausstellungen, Workshops und medialen Angeboten den Besuchern neue Entdeckungs- und Gestaltungsräume eröffnet. Gewidmet ist es dem Andenken an die international bekannte Fotografin und Pulitzerpreisträgerin Anja Niedringhaus, die 1965 in Höxter geboren wurde und 2014 in Ausübung ihres Berufes in Afghanistan von einem Attentäter erschossen wurde.

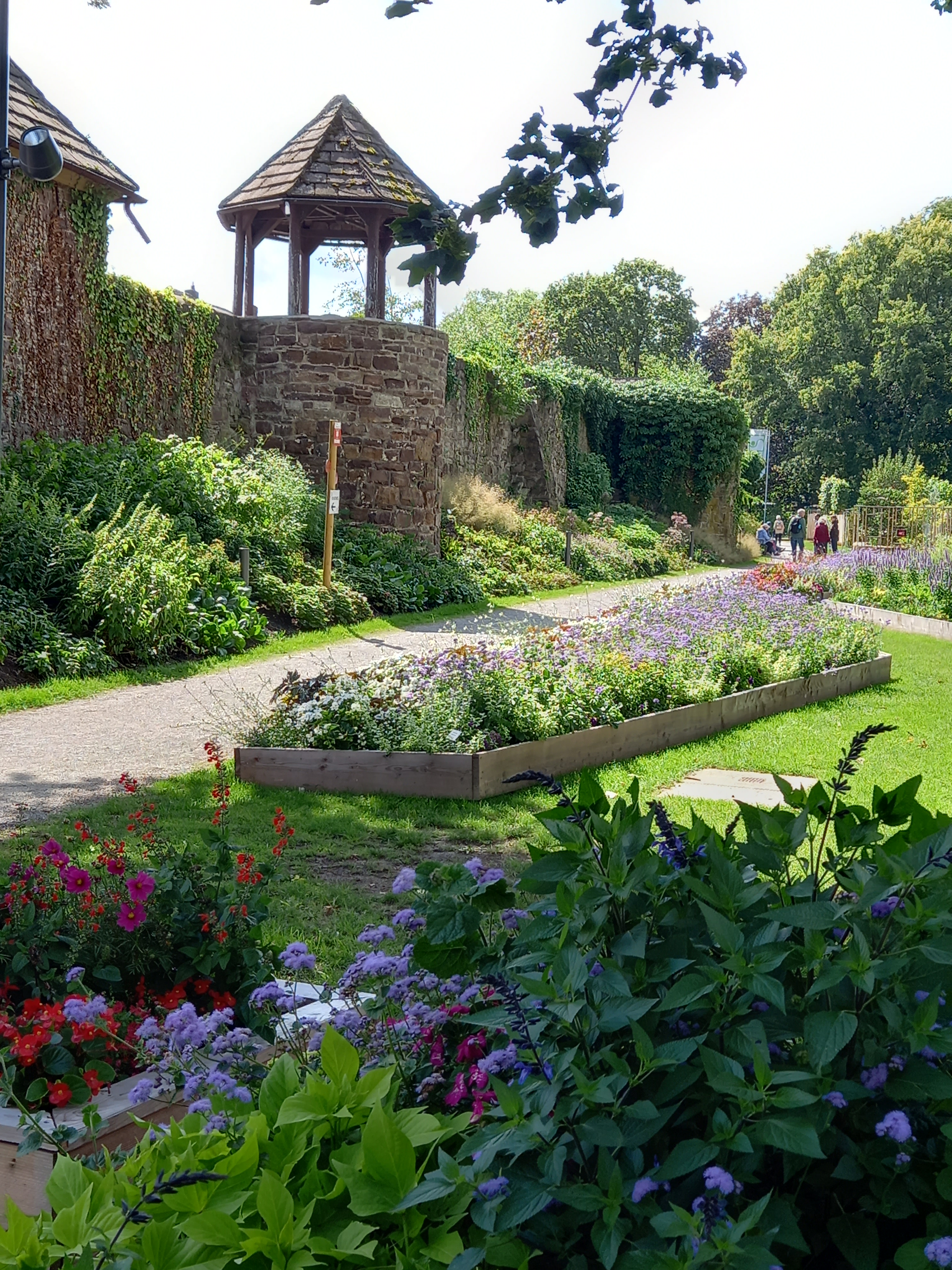
Stadtmauer während der Landesgartenschau Höxter 2023

### Bauwerke
Die stadtbildprägende Stadtmauer, erbaut in der Mitte des 13. Jahrhunderts, lehnt sich halbkreisförmig an die Weser. Sie umschließt mit einer Länge von ca. 2,5 km eine Fläche von etwa 42 ha. Ihr sind Graben und Wall vorgelagert. Die Stadtmauer ist aus Buntsandsteinbrocken errichtet, der im nahe gelegenen Solling gebrochen wurde. Die durch die Weser und die Mauer gerahmte Altstadt ist in ihrer alten Struktur erhalten.

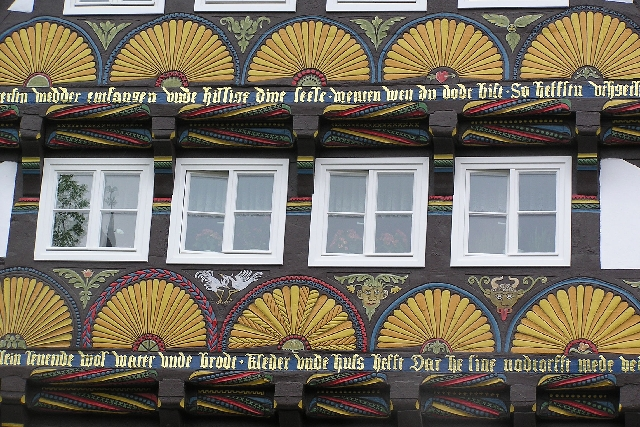
Fachwerk am Haus Litto, Marktstraße 13

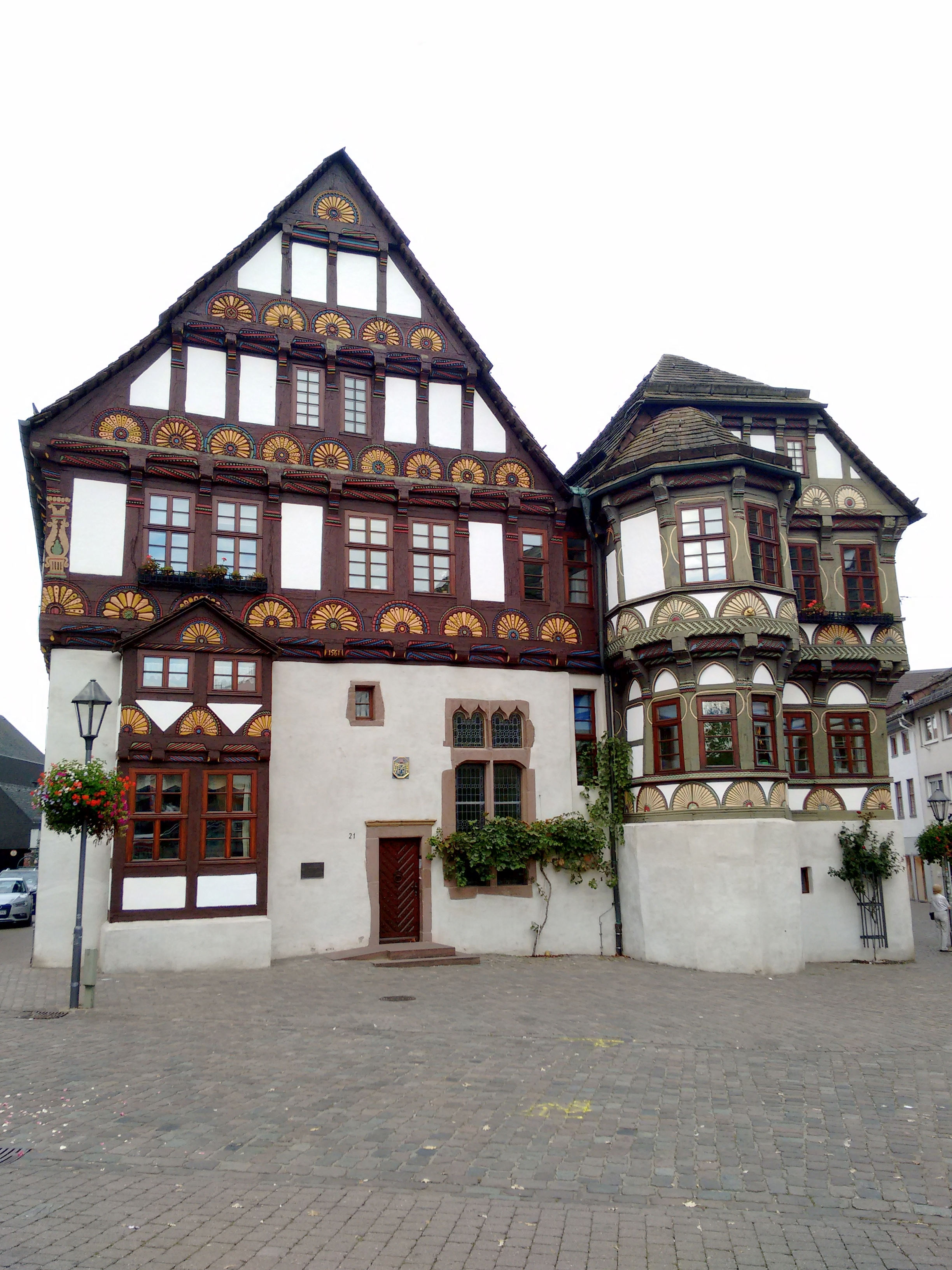
Dechanei Höxter

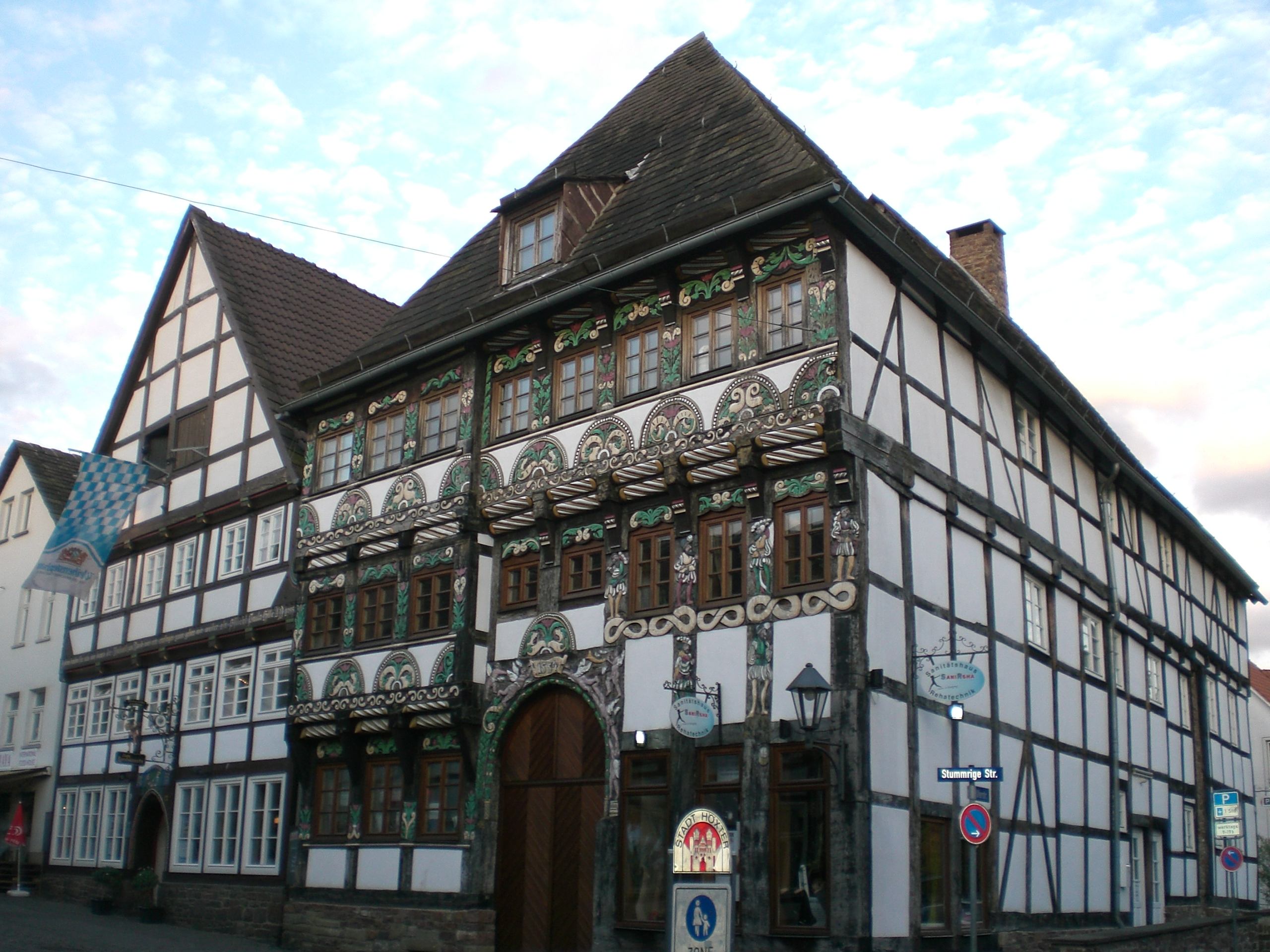
Haus Horstkotte

- Die mittelalterliche Stadtstruktur ist von Fachwerkhäusern geprägt, unter denen sich einige Beispiele für den Stil der Weserrenaissance befinden. Besonders hervorzuheben sind die St.-Kiliani-Kirche aus den Jahren um 1100, das Wahrzeichen der Hansestadt Höxter, die Marienkirche von 1283, der früheste gotische Bau in Westfalen und bis 1804 Teil eines Minoritenklosters, das Küsterhaus von 1565, das Adam-und-Eva-Haus von 1571 in der Stummrigestraße, das 1613 ebenfalls im Stil der Weserrenaissance erbaute Rathaus Höxter sowie die Dechanei von 1561 auf dem Marktplatz; dort sind über 60 geschnitzte Halbrosetten zu bewundern, die sich alle voneinander unterscheiden. Die Dechanei war ein Adelssitz der Familie von Amelunxen.
- Sehenswert ist auch die denkmalgeschützte Nikolaikirche.
- Am Rande von Höxter liegt das Kloster Corvey unmittelbar an der Weser. Die Klosterkirche besitzt eine karolingische Krypta sowie ein imposantes Westwerk. Neben der Kirche liegt das Grab Hoffmanns von Fallersleben, der unter anderem das Lied der Deutschen dichtete. In der Nähe befindet sich das Bodendenkmal Tom Roden.
- Im Ortsteil Albaxen liegt unmittelbar an der Weser die heute gastronomisch genutzte Tonenburg.
- Das Forum Jacob Pins im Renaissance-Adelshof Heisterman von Ziehlberg an der Westerbachstraße zeigt die Werke dieses aus Höxter stammenden jüdischen Künstlers und erinnert an die jüdischen Mitbürger der Stadt.
- Die Obermühle gehörte als ehemalige Wassermühle zum Kloster Corvey. Heute ist in der Obermühle auch das Mühlencafé untergebracht.
- Die Weinbergkapelle am Räuschenberg (1689/90 erbaut, 1987, circa 1992 und Juni 2009 renoviert)
- Am Möllinger Platz befindet sich das 1890 errichtete Gebäude der ehemaligen Baugewerkschule Höxter, der ersten staatlichen Baugewerkschule Preußens. Heute haben hier die Volkshochschule Höxter-Marienmünster und die Stadtbücherei Höxter ihren Sitz.
- Der Rodeneckturm ist ein 1883 errichteter 12 m hoher Aussichtsturm.[52] Der denkmalgeschützte Turm steht südwestlich von Höxter auf dem Ziegenberg und bietet einen sehr guten Ausblick über die Stadt und die weitere Umgebung.
- Die Weserbrücke fällt durch ihre architektonische Gestaltung auf. Wegen statischer Defizite wurde sie 2022 gesperrt und ist seither nur mit Fahrzeugen bis 3,5 t und 2,1 m Breite befahrbar. Betonschikanen sperren größere Fahrzeuge aus.
- Etwas über 2 km weiter westlich findet sich der 1900 eingeweihte Bismarckturm. Der 13 m hohe Turm mit Erkertürmchen wurde aus Kalkbruchsteinen in nur vier Monaten erbaut. Eine Sanierung erfolgte 1990.[53]
- Das Berghotel „Wilhelmshöhe“, 1907 abgebrannt, bis 1912 erneut aufgebaut und im Januar 1969 erneut abgebrannt.[54][55]
- Der Felsenkeller, ein denkmalgeschütztes und als Diskothek genutztes Fachwerkgebäude oberhalb der B 64 am Ortseingang von Höxter, brannte am 17. Oktober 2006 völlig nieder.

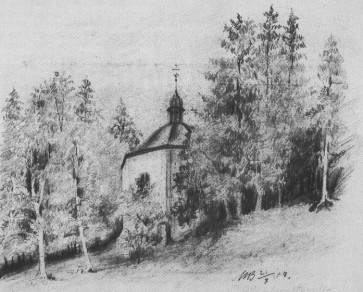
Weinbergkapelle am Räuschenberg
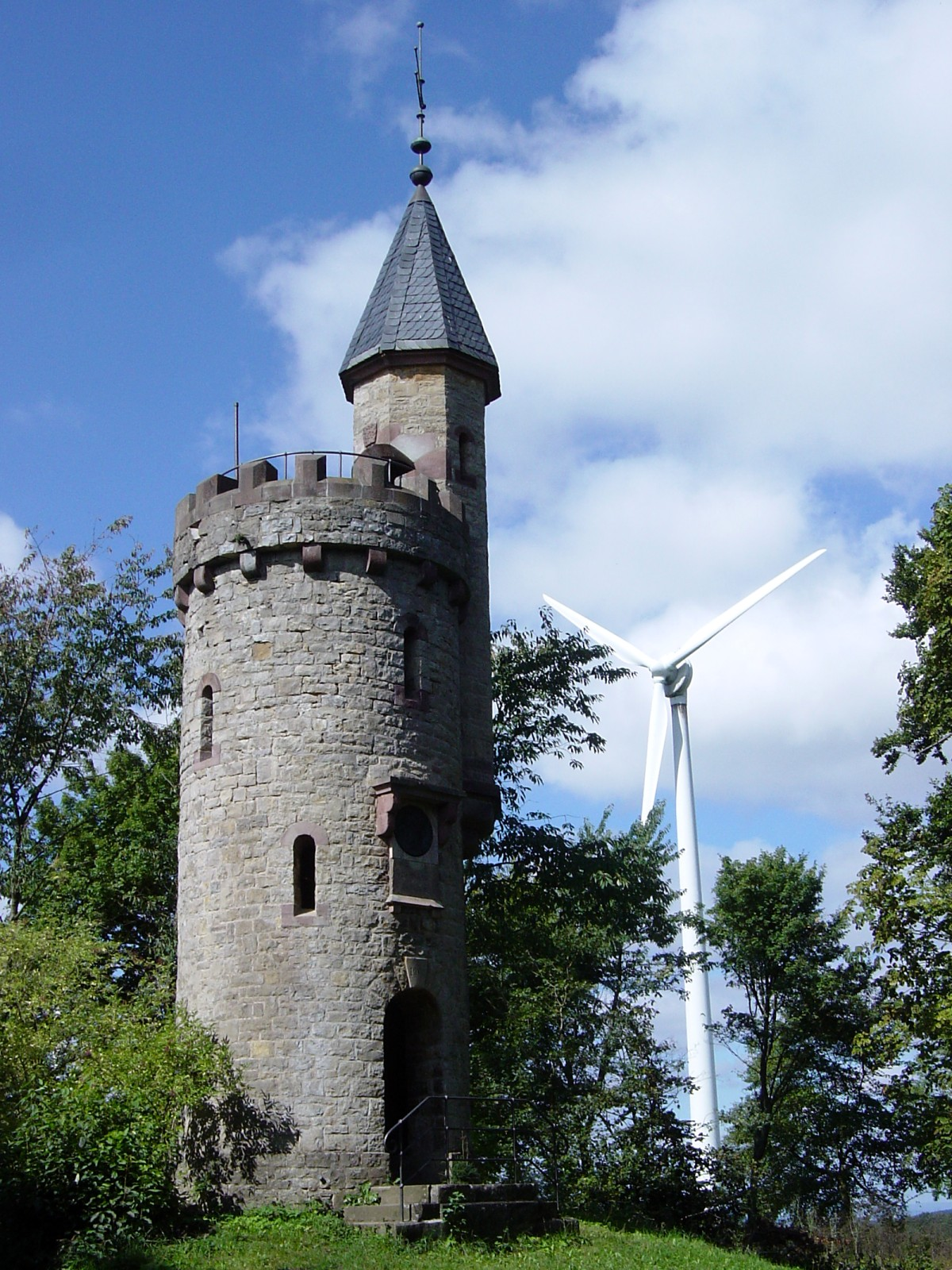
Bismarckturm auf dem Ziegenberg
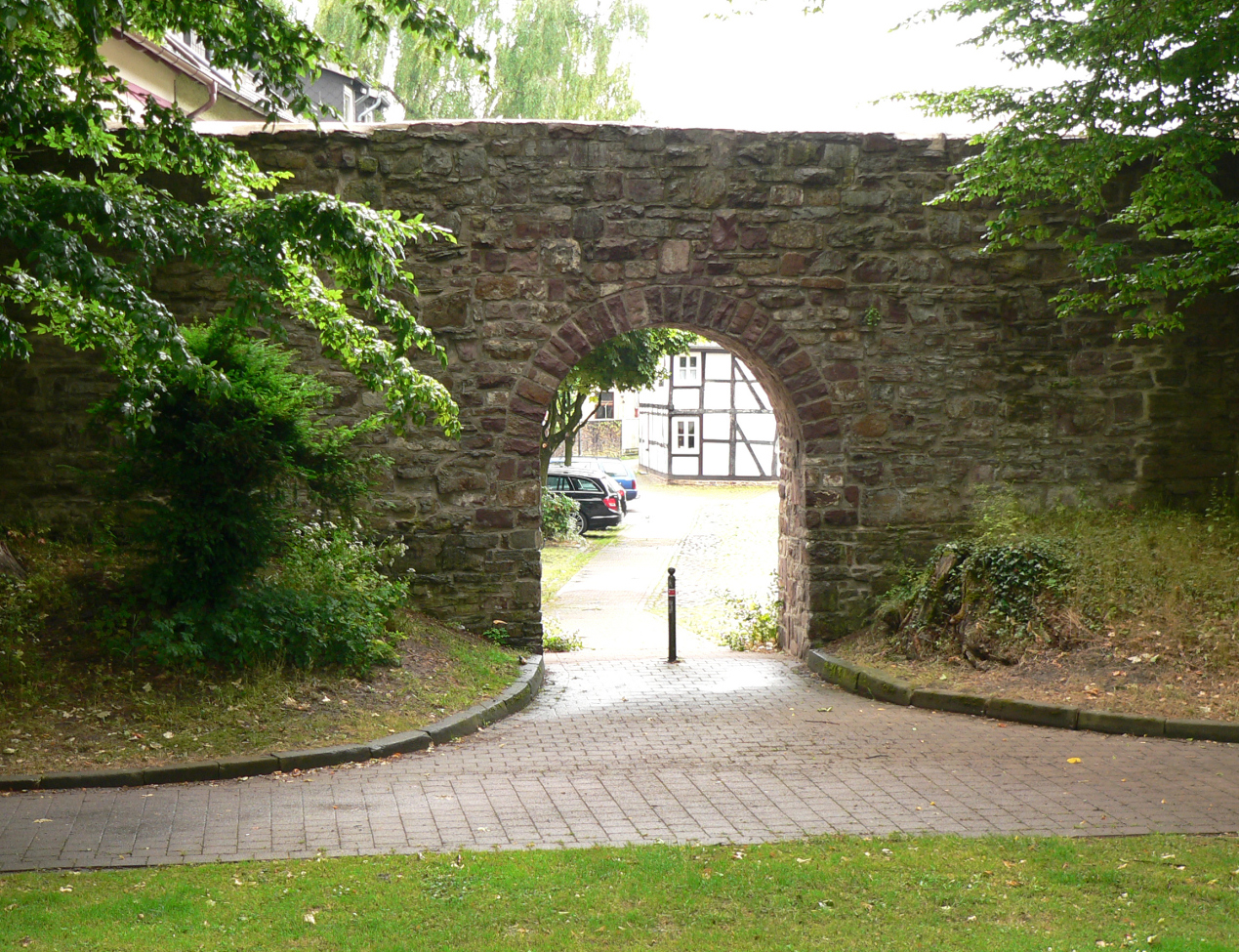
Durchgang in der Stadtmauer

### Parks
Der 2 ha große Kurpark Bruchhausen ist relativ schlicht mit weiten Rasenflächen, einzelnen Solitärbäumen und Staudenbepflanzung.
Der ebenfalls 2 ha große Gutspark Bruchhausen in Privatbesitz ist öffentlich zugänglich. Eine Bruchsteinmauer im Westen und Süden umfasst die Gartenfläche. Die Zufahrt von Westen ist von einer Platanenallee bestanden. Auf der Anlage befindet sich ein Teich. Der Park schließt sich an die etwa 300 m südlich liegenden Kuranlagen an.
Der etwa 3 ha große Klostergarten Brenkhausen in Kirchenbesitz ist ebenfalls öffentlich zugänglich. Die Außenanlagen des Klosters bestehen aus weiten Rasenflächen mit einigen Solitärbäumen.
Der 3,5 ha große, botanische Lehrgarten der Technischen Hochschule Ostwestfalen-Lippe, Abteilung Höxter ist während der hellen Tagesstunden werktags geöffnet und enthält mehr als 620 Arten und Sorten, davon mehr als 400 Arten in den Staudenpflanzungen.
Der etwa 2,5 ha große Park am Haus Brunnen ist nicht zugängliches Privateigentum. Er ist eine heute verwilderte Parkanlage mit Resten alten Baumbestandes und einem zentralen Wasserbecken.
Der Schlossgarten Corvey befindet sich in Privateigentum. Der Vorplatz, der Innenhof und der Friedhof können gegen Gebühr besichtigt werden. Zu sehen sind weite gepflegte Rasenflächen mit einigen schmalen Rosenrabatten vor dem Schloss und der Kirche. Der Schlosspark ist privat genutzt und lediglich durch ein Gartentor an der Nordseite einsehbar. Alle genannten Flächen sind nicht in die Landesgartenschau Höxter 2023 einbezogen.
Die Wallanlage Höxter umschließt die historische Altstadt. Auf dem Verlauf der historischen Stadtbefestigung befindet sich auf der gesamten Länge eine öffentliche Grünanlage, die 2023 Teil der Landesgartenschau war. Zusammen mit der Weserpromenade bildet sie einen grünen Ring um die Altstadt.
Der ehemalige Remtergarten östlich des Ostflügels von Schloss Corvey wurde 2023 in die Landesgartenschau einbezogen und in eine Schaufläche umgewandelt (siehe das Foto unten links).

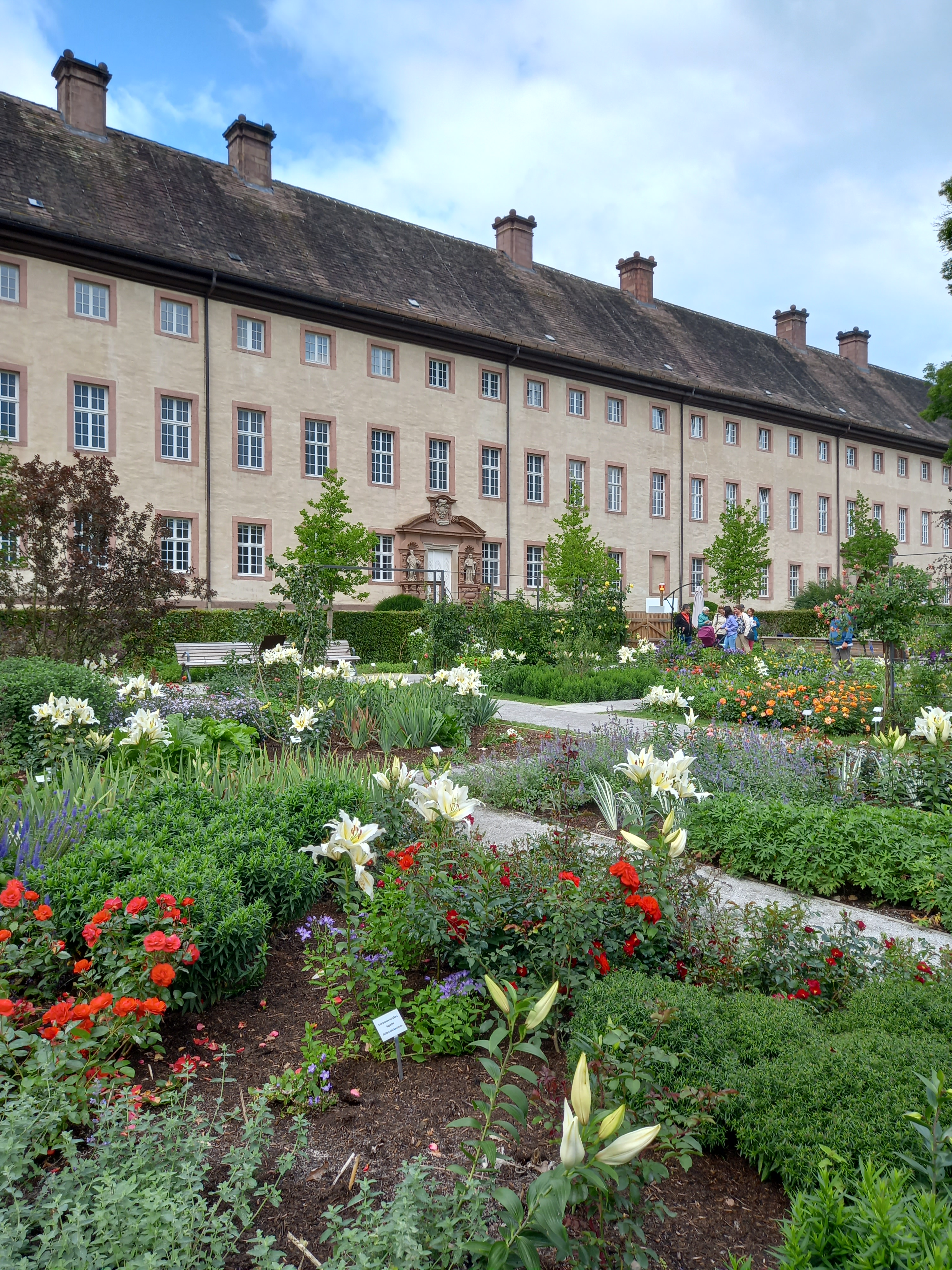
Remtergarten beim Schloss Corvey
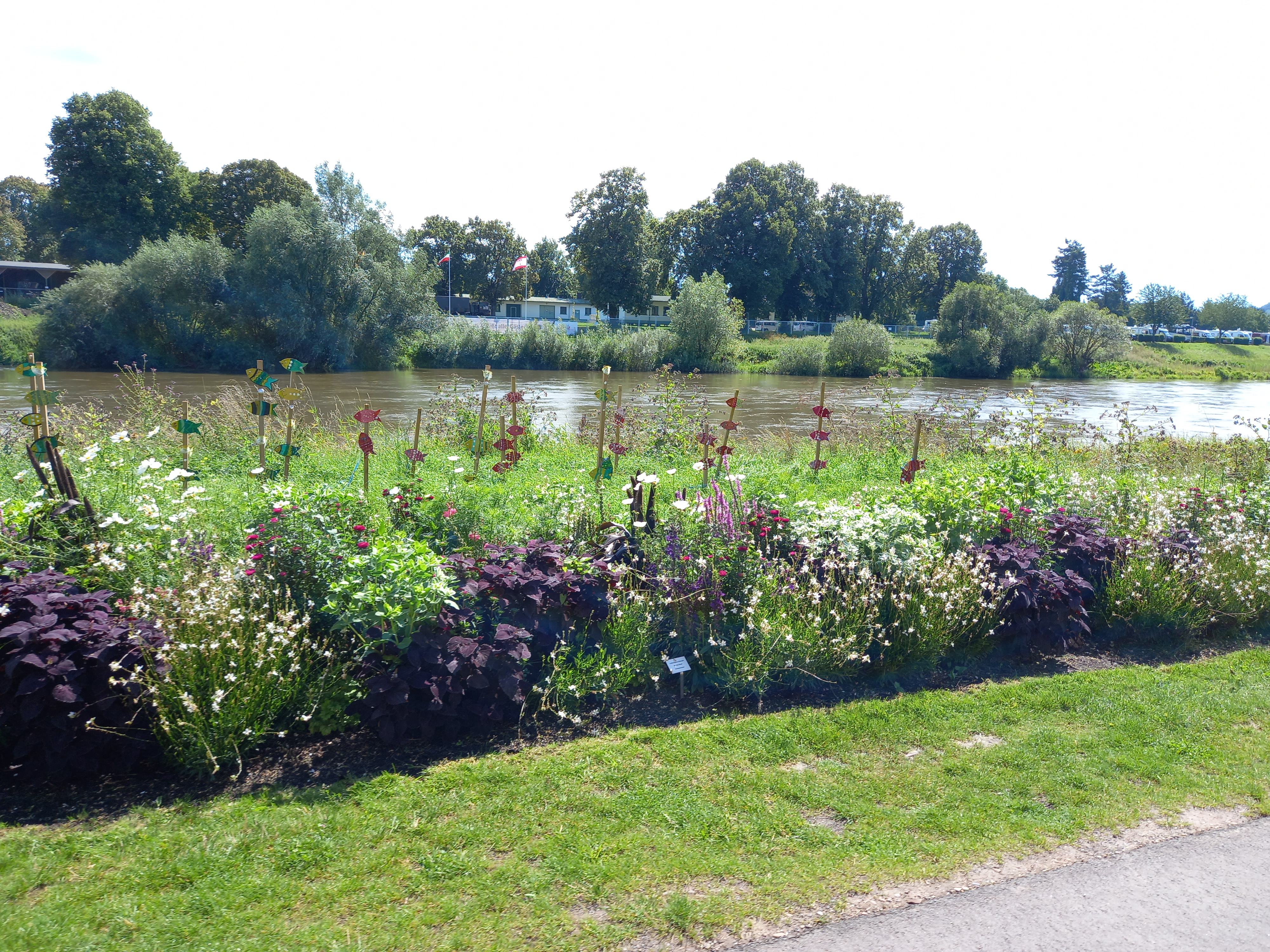
Blühstreifen an der Weserpromenade
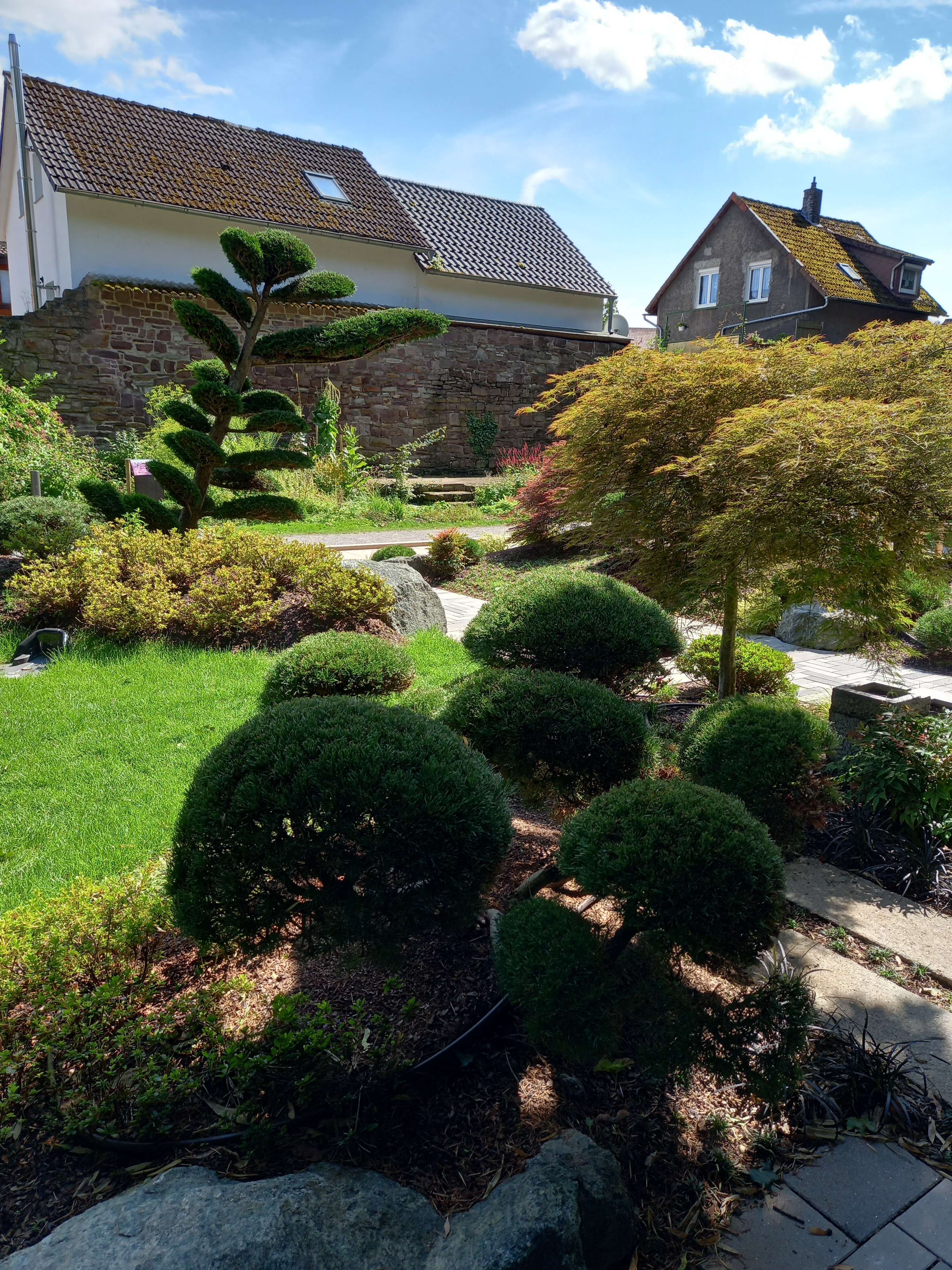
Formschnitte in der nordwestlichen Wallanlage

### Naturdenkmäler
In Höxter liegen 14 Naturschutzgebiete. Die größten sind das Naturschutzgebiet Bielenberg, das 1930 auf der Hochfläche und am Südhang des Berges eingerichtet wurde, sowie der Ziegenberg.
Im Ortsteil Albaxen liegt ein Vogelschutzgebiet.

### Sport
In der Kernstadt gibt es ein städtisches Freibad im Brückfeld sowie zwei Sportplätze. Daneben gibt es eine kommerziell betriebene überdachte Fußballarena Höxter/Weserbergland mit zwei Kunstrasenplätzen für Fußball, in der auch Alt-Herrenturniere des FLVW Kreis Höxter ausgetragen werden.
In der Kernstadt gibt es zwei Fußballvereine: Der 1985 aus der Fusion zwischen DJK Höxter und VfL Höxter entstandene Verein SV Höxter spielt mit der ersten Mannschaft aktuell in der Kreisliga-A und hat 13 Jugendmannschaften. 2010 stieg die Mannschaft aus der Bezirksliga in die Landesliga auf, in der sie 2003 sogar Meister wurde. Aus der Verbandsliga stieg der SV Höxter allerdings in der darauffolgenden Saison direkt wieder ab. Bekanntester Spieler des Vereins ist Stephan Maaß (SC Paderborn 07). Beim VfL Höxter begann auch einst Thomas von Heesen (später Profi für den Hamburger SV und Arminia Bielefeld) seine Karriere. Phönix 95 Höxter, gegründet 1995 spielt in der Damen-Bezirksliga und hat zudem drei Mädchenmannschaften und eine Herrenmannschaft in der Kreisliga C. Stadion beider Vereine ist die Weserkampfbahn.
In den Ortschaften gibt es zahlreiche mitgliederstarke Sportvereine mit großen Fußballabteilungen, aber auch zahlreichen anderen Sportarten: u. a. SV Albaxen, SV Brenkhausen/Bosseborn, SV Fürstenau/Bödexen, TuS Godelheim, TuS Lüchtringen, TuS Lütmarsen, SV Ottbergen-Bruchhausen, TuS Ovenhausen und FC 30 Stahle. Auch Fürstenau/Bödexen, Brenkhausen/Bosseborn, Ottbergen, Lüchtringen und Stahle haben bereits in der Bezirksliga gespielt und gehören zu den spielstärksten Teams der Kreisliga A.
Der größte Sportverein der Stadt ist der Handball- und Leichtathletik-Club Höxter (HLC Höxter). Das Angebot des HLC ist breit gefächert: Fitnesskurse, Schwimmen, Aquajogging, Rückengymnastik, Badminton, Judo u. a.
Im Volleyball sind die Abteilungen des SV Höxter und des TuS Lüchtringen die Aushängeschilder. Es gibt zahlreiche Tennis- und Tischtennisvereine. Der TV Rot-Weiß Höxter spielte im Sommer 2007 in der Tennis-Damen-Verbandsliga.
Zum Freizeitangebot gibt es zudem noch eine Bowlingbahn mit zwölf Bahnen und zwei Minigolfplätze sowie eine Reithalle, das Bootshaus des Rudervereins Höxter von 1898 und ein Wassersporthaus. Um Höxter bestehen Möglichkeiten zum Rudern, Fallschirmspringen, Wassersport und Wandern. Der 18 km Rundwanderweg bietet schöne Aussichtspunkte, wie z. B. den Köterberg.

### Regelmäßige Veranstaltungen
An die Hoffmann-von-Fallersleben-Rede am 1. Mai im Schloss Corvey schließen sich bis Juni die Corveyer Musikwochen an. In der Kilianikirche findet zwischen Oster- und Herbstferien wöchentlich die Musik zur Marktzeit (samstags) und das Offene Singen zur Marktzeit (mittwochs) statt. Eine feste Einrichtung in der Kilianikirche ist auch die Nachtmusik bei Kerzenschein in der Pfingstnacht und in der Silvesternacht. In der Marienkirche gibt es jeweils im Januar einen internetbasierten Chorworkshop.
Die Veranstaltungen im Jahresverlauf werden im März vom Ostereiermarkt in Höxter-Bödexen eröffnet. Am letzten Aprilwochenende sind in Höxter die Flößer und Fischertage. Am 2. Augustwochenende ist in Höxter-Bruchhausen Laurentiusfest. Am letzten Septemberwochenende ist Huxori-Markt – das Stadtfest in Höxter. Am Dritten Sonntag im Oktober ist Märchensonntag in Höxter. Anfang November schließt sich das Kneipenfestival Honky Tonk an. Schließlich ist jährlich vom ersten Advent bis Heiligabend großer Weihnachtsmarkt in Höxter.
Von Mai bis August ist auch die Schützenfestsaison. In den Ortschaften wird dann ausgiebig gefeiert.

## Höxter in der Literatur
Höxter ist der Schauplatz der 1879 erschienenen Erzählung Höxter und Corvey von Wilhelm Raabe, das ein Pogrom der aufgebrachten Katholiken und Lutheraner an den Juden der Stadt im Jahre 1673 zum Gegenstand hat.

## Wirtschaft und Infrastruktur

### Wirtschaft

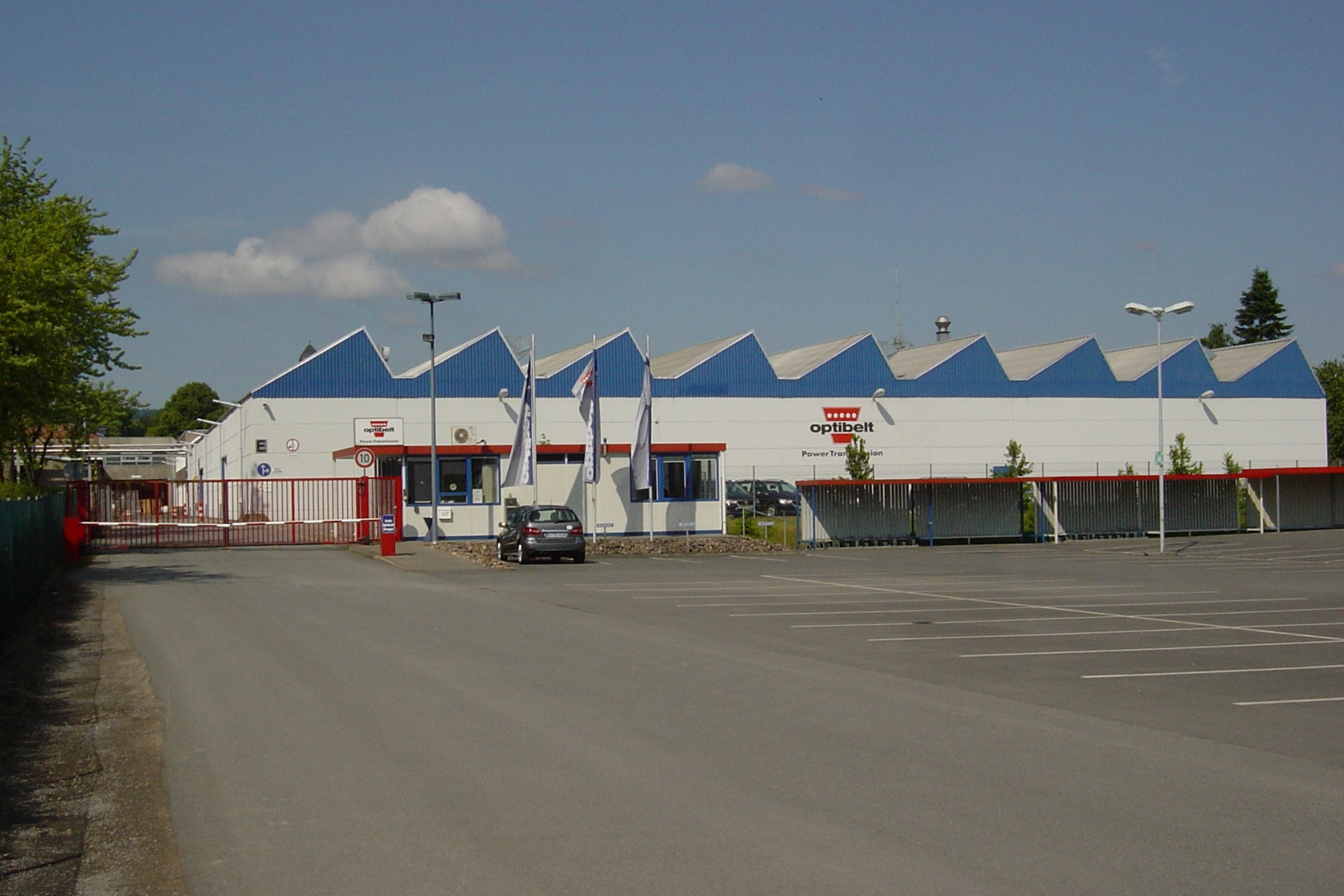
Firma Optibelt in Höxter

Anfang des 19. Jahrhunderts entwickelten sich neben der Garnison, deren Kaserne bis heute ein Wirtschaftsfaktor ist, zunehmend auch Handels- und Gewerbebetriebe.
Von Bedeutung waren über lange Jahre zwei Portland-Zementfabriken an der Lütmarser und der Brenkhäuser Straße, die 1925 bzw. 1929 den Betrieb einstellten. 1872 wurde die Höxtersche Gummifädenfabrik Emil Arntz gegründet, die Gummifäden, Formartikel, gummierte Stoffe und Zahnkautschuk herstellte und ab 1948 bedeutender Produzent von Keilriemen und Zahnriemen wurde. Das Unternehmen wurde im Jahr 1975 in Arntz Optibelt umbenannt und beschäftigt weltweit mehr als 1400 Mitarbeiter.
Die 1857 von Christian Hillebrecht gegründete „Dütenfabrik“ wurde um 1870 von Friedrich Serong übernommen. Das Unternehmen firmierte als Lithographische Kunstanstalt, Buchdruckerei und Steindruckerei. Das Unternehmen wurde 1906 von Louis Flotho übernommen. E besteht bis heute als Friedr. Serong GmbH & Co. KG.
Neben dem Industriebetrieb Wentus Kunststoff GmbH mit 400 Mitarbeitern (Irischer Clondalkin-Konzern) ist auch das Dienstleistungsunternehmen Getränke Waldhoff GmbH & Co. KG eines der größeren Unternehmen. Darüber hinaus verfügt die Stadt über eine große Zahl kleinerer und mittlerer Handwerksbetriebe.

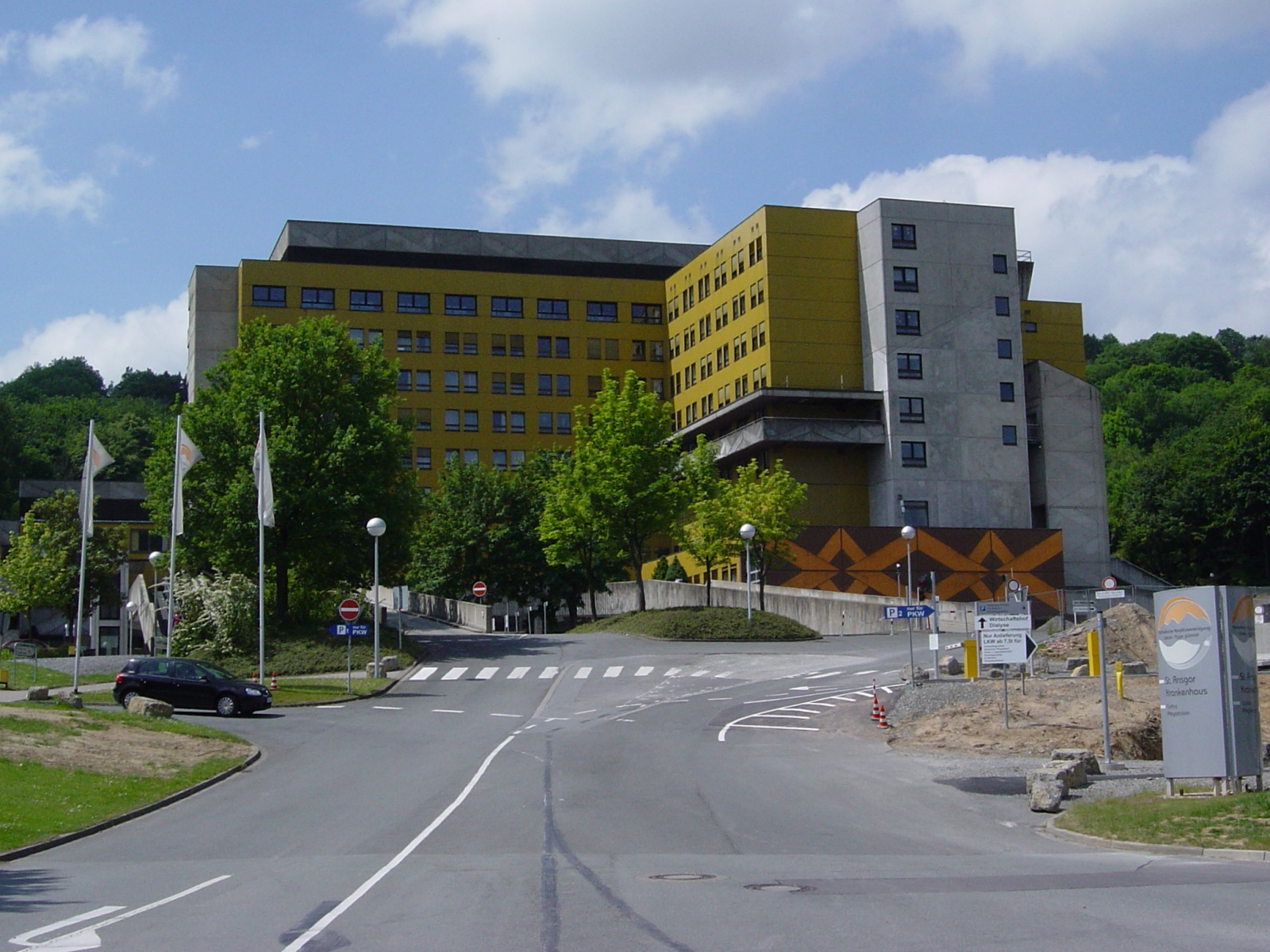
St.-Ansgar-Krankenhaus in Höxter

In Höxter befinden sich zwei Krankenhäuser. Das seit 1978 bestehende St. Ansgar Krankenhaus, das seit 2005 zur Katholischen Hospitalvereinigung Weser–Egge gGmbH gehört und aus dem St.-Nikolai-Krankenhaus und dem Evangelischen Kiliani-Krankenhaus hervorgegangen ist. Am 6. Dezember 1949 entstand auf dem Gelände des 1937 erbauten Reichsbahn-Krankenhauses und aus in den 1940er Jahren als Wehrmachtlazarett und Flüchtlingslager genutzten Gebäuden das Krankenhaus am Räuschenberg und erhielt später den Namen Weserberglandklinik; der historische Altbau wurde im Frühjahr 2020 zugunsten der Neubauten abgerissen. Seit 2002 gehört die heutige Fachklinik für Neurologische und Orthopädische Rehabilitation als Asklepios Weserbergland-Klinik GmbH mit Sitz in Düsseldorf zur Asklepios-Kliniken-Gruppe.
Als Mittelzentrum versorgt die Stadt in ihrem Einzugsbereich rund 100.000 Menschen. Neben Handel, schwerpunktmäßig in der historischen Altstadt, sind auch Dienstleistungssegmente (wie z. B. Behörden) in Höxter beheimatet. Bedingt durch die landschaftlich reizvolle Lage der Stadt im Weserraum sowie die kulturhistorischen Denkmäler der Stadt, wie die historische Altstadt und Schloss Corvey, hat sich Höxter auch zu einer Tourismusstadt entwickelt.

### Verkehr

#### Schienen- und Busverkehr

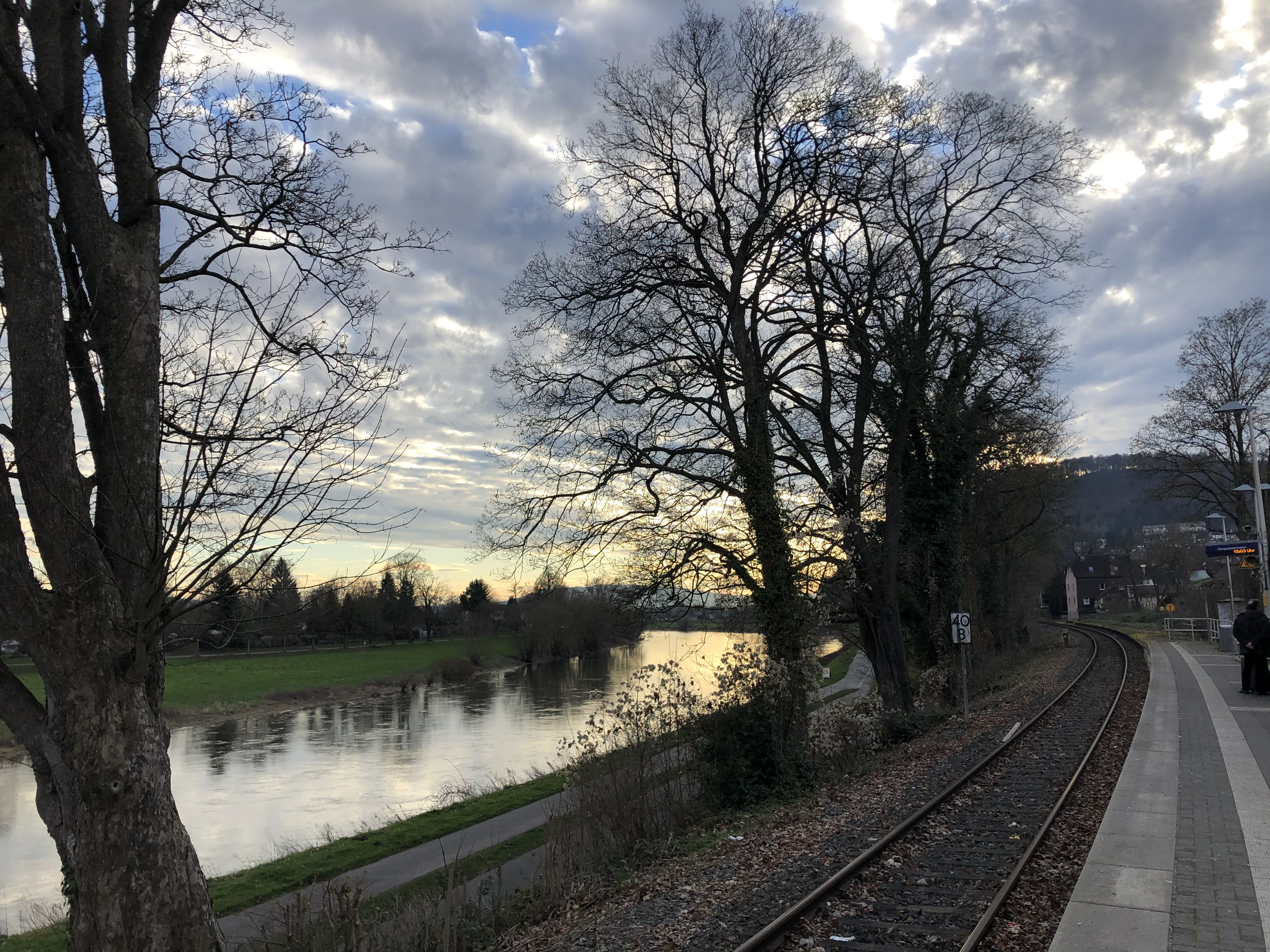
Haltepunkt Höxter Rathaus

Der Haltepunkt Höxter Rathaus liegt an der Bahnstrecke Altenbeken–Kreiensen. Er wurde am 14. Mai 1952 eröffnet, Hintergrund war ein verbesserter Anschluss der Innenstadt an den Reiseverkehr. Das Umfeld des Haltepunkts wurde ab Januar 2022 bis in das Jahr 2023 umfassend verbessert.
Der Alte Bahnhof Höxter, auf dem Zugkreuzungen stattfinden können, wurde mit dem Fahrplanwechsel am 30. Mai 1976 für den Reiseverkehr aufgegeben. Er dient als Betriebsbahnhof für Zugkreuzungen. Er liegt außerhalb des Stadtkerns nahe Corvey.
Die Strecke wird durch die NordWestBahn im Abschnitt Paderborn–Ottbergen–Holzminden im Stundentakt mit der RB 84 „Egge-Bahn“ bedient, ab Holzminden bis Kreiensen besteht ein Zweistundentakt. In Ottbergen bestehen Anschlüsse nach Bodenfelde, Northeim und Göttingen. Durchgeführt wird der Schienenpersonennahverkehr durch die NordWestBahn mit Bombardier Talent Dieseltriebwagen der Baureihe 643.
Weitere Haltepunkte befinden sich in den Stadtteilen Godelheim und Lüchtringen.
Für den gesamten öffentlichen Personennahverkehr gelten der Hochstift-Tarif des Nahverkehrsverbunds Paderborn-Höxter (im August 2017 vom Westfalentarif abgelöst) und tarifraumüberschreitend der NRW-Tarif. Der Busverkehr in Höxter und den Stadtteilen wurde im Dezember 2021 auf ein Ridepooling-Angebot mit dem Namen Holibri umgestellt.
Von 1899 bis 1933 gab es die 4,8 km lange Höxtersche Kleinbahn, deren Eigentümerin die Industriebahn AG mit Sitz in Frankfurt am Main war und innerhalb Höxters im Güterverkehr u. a. Zementwerke und das Gaswerk verband. Sie führte von den Hafenanlagen bei Corvey über das heutige Gewerbegebiet Zur Lüre, die heutige Entlastungsstraße, bis in die Lütmarser Straße.

#### Straßen
Höxter ist mit drei Bundesstraßen an das überregionale Straßennetz angebunden. Die Bundesstraße 64 führt Richtung Westen nach Paderborn und Richtung Osten nach Holzminden und Bad Gandersheim. Die Bundesstraße 83 führt Richtung Norden nach Hameln und Richtung Süden nach Kassel. Die Bundesstraße 239 führt Richtung Nordwesten nach Detmold. Die B 64 und die B 83 verlaufen im Stadtgebiet zwischen Godelheim und Stahle gemeinsam. Die nächstgelegene Bundesautobahn ist die 40 Kilometer entfernte A 44 Dortmund–Kassel mit der Anschlussstelle Warburg.
Höxter besitzt drei Straßenbrücken über die Weser. Die Weserbrücke (Höxter) in der Kernstadt führt Richtung Boffzen und Solling. Die Weserbrücke Lüchtringen stellt die kürzeste Verbindung zwischen den Stadtzentren von Höxter und Holzminden her. Bei Stahle führt die Brücke der B 64 über die Weser.

#### Schifffahrt

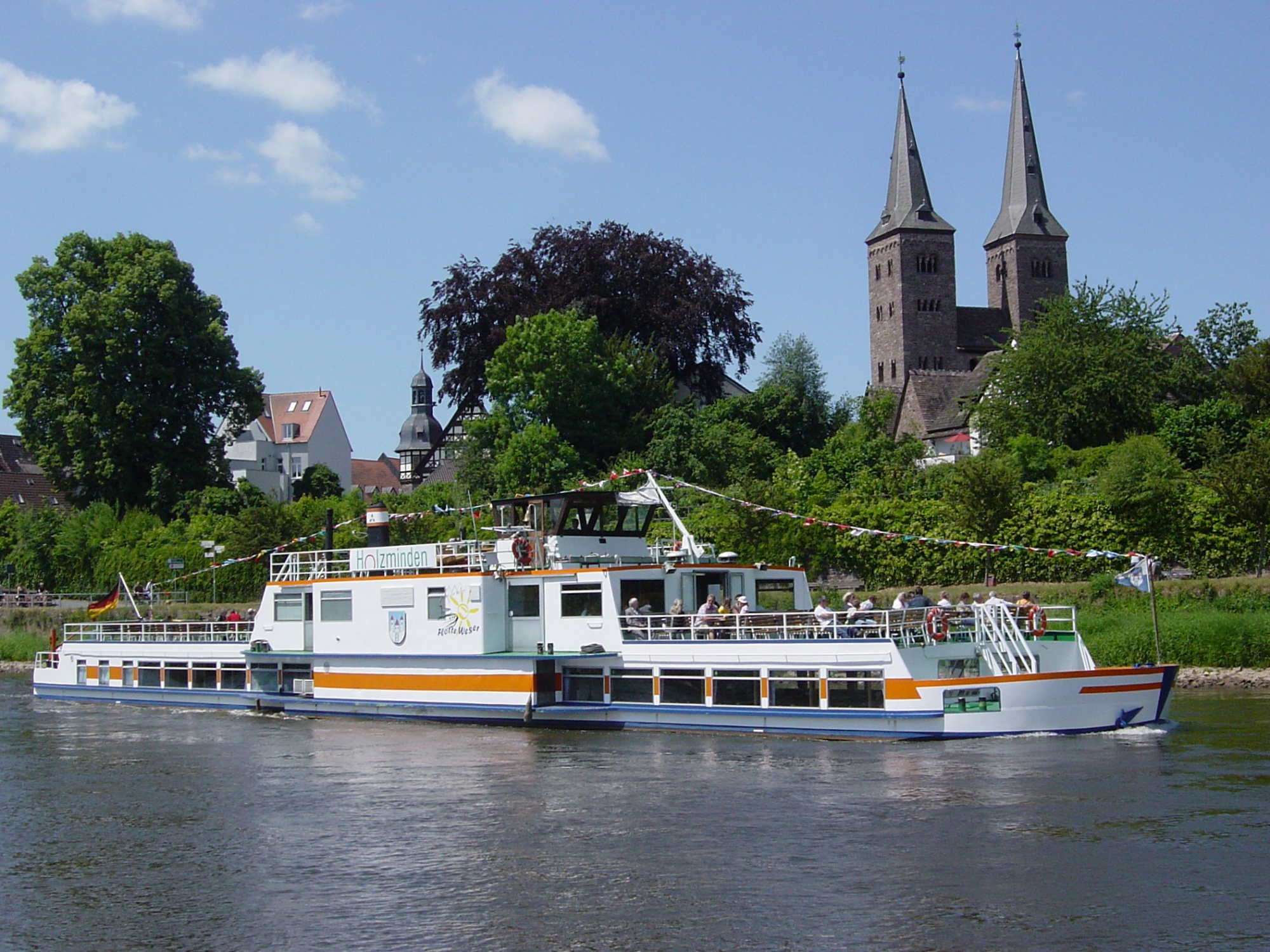
Fahrgastschiff Holzminden der Flotte Weser auf der Weser bei Höxter. Im Hintergrund die Türme der Kilianikirche und des Rathauses.

Höxter liegt an der Weser, die als Bundeswasserstraße ausgewiesen ist. Während die Lastschifffahrt auf der Oberweser seit dem Zweiten Weltkrieg fast völlig zum Erliegen gekommen ist, spielt die Personenschifffahrt noch eine gewisse Rolle. So bietet die Flotte Weser vom Anleger an der Weserpromenade aus neben Charter- und Rundfahrten auch eine Linienverbindung zwischen Höxter und dem flussaufwärts gelegenen Bad Karlshafen an. Zusätzlich verfügt Höxter über einen Hafen, der vorwiegend von Sportbooten genutzt wird.

#### Fahrradverkehr
Die Radfernwege R1 (Europaradwanderweg von Boulogne-sur-Mer bis St. Petersburg) der Weserradweg (R99) von Hann. Münden bis Cuxhaven und die Wellness-Radroute kreuzen sich im höxterschen Stadtgebiet.

#### Luftfahrt
Der Flugplatz Höxter-Holzminden liegt etwa 2,5 km nordwestlich der Stadt Höxter auf dem Räuschenberg nahe dem Ortsteil Brenkhausen.

### Medien
An Tageszeitungen erscheinen die Neue Westfälische und das Westfalen-Blatt, sie berichten an sechs Tagen pro Woche über lokale Ereignisse. Die Mantelausgabe beider Zeitungen wird von den jeweiligen Hauptredaktionen aus Bielefeld bezogen. In der Stadt Höxter ist der Tägliche Anzeiger Holzminden mit 300 Exemplaren (2012) Drittzeitung. Zudem erscheint vierteljährlich im Hochstift Paderborn und Corveyer Land die Zeitschrift Die Warte für die Kreise Paderborn und Höxter, mit Beiträgen zur Regionalgeschichte, Literatur und Kunst. Darüber hinaus gehört Höxter zum Verbreitungsgebiet der regionalen Wochenzeitung OWZ zum Sonntag. Zur Westfalen-Blatt-Gruppe gehört auch die 1883 gegründete „Huxaria Extra“, eine Wochenzeitung für Höxter, Beverungen und Steinheim, die zugleich das Amtsblatt der Kreisstadt Höxter ist.
Höxter gehört zum Berichtsgebiet des Regionalstudios Bielefeld des WDR. Seit 1991 sendet Radio Hochstift, das insbesondere regionale Themen aufgreift und im Vergleich zu den überregionalen Sendern (z. B. WDR) einen höheren Höreranteil besitzt. 2005 nahm Radio Triquency, das Hochschulradio der TH OWL, in Höxter den Sendebetrieb auf. Aufgrund der geografischen Nähe zu Niedersachsen können auch die Programme des Norddeutschen Rundfunks sowie von Radio ffn und Hit Radio Antenne Niedersachsen empfangen werden.

### Öffentliche Einrichtungen

#### Justiz
Das Amtsgericht Höxter gehört zum Bezirk des Landgerichts Paderborn und ist zuständig für die Stadt Höxter sowie die Gemeinden Beverungen und Marienmünster. Das Amtsgericht ist im ehemaligen „von Uffeln’schen Adelshof“ untergebracht. Das Gebäude geht in seiner jetzigen Form auf einen Umbau zwischen 1594 und 1610 zurück, ist aber älteren Ursprungs.

#### Bundeswehr
Wichtigster Standort der Bundeswehr in der Stadt ist die General-Weber-Kaserne in der Brenkhäuser Straße, daneben gibt es einen Wasserübungsplatz an der Weser. Von 1959 bis 1962 war hier das Panzergrenadierbataillon 12 stationiert und von 1985 bis 1986 das Pionierbataillon 150 sowie die Panzerpionierkompanie 210. Ab 1987 war Höxter Standort des Pionierbataillons 7, aus dem 1992 das ABC-Abwehrbataillon 7 wurde. 1993 stellte das Bataillon das Vorauskommando für das 1. Kontingent UNOSOM in Somalia, später wurde es auch bei UNOSOM II eingesetzt. 1995 folgte der Einsatz beim Weserhochwasser im Kreis Höxter. 1995 und 1996 stellte das Bataillon Kräfte für das Vorauskommando IFOR. 1997 wurde das Bataillon bei der Oderflut im Oderbruch eingesetzt. 1998/1999 wurden Kräfte für das SFOR Kontingent in Rajlovac gestellt, 1999 auch für KFOR. 2002 verlegten Teile des Bataillons in den Kosovo (KFOR-Einsatz) sowie im Rahmen der Operation Enduring Freedom in Kuwait (bis 2003) und nach Afghanistan. 2002 bekämpfte das Bataillon die Hochwasserkatastrophe an der Elbe. 2005 wurde das Bataillon statt der ABC-Abwehr-Brigade 100 direkt der 1. Panzerdivision in Hannover unterstellt. 2006 half das Bataillon bei der Absicherung des NATO-Gipfels in Riga. Die Zahl der Dienstposten soll von 850 im Jahr 2007 auf 1250 anwachsen. 2011 wurde in einer neuen Bundeswehrreform bestimmt, die Dienststellen für das ABC-Abwehrbataillon 7 um etwa 500 von bislang 1190 Soldaten zu kürzen.

### Bildung

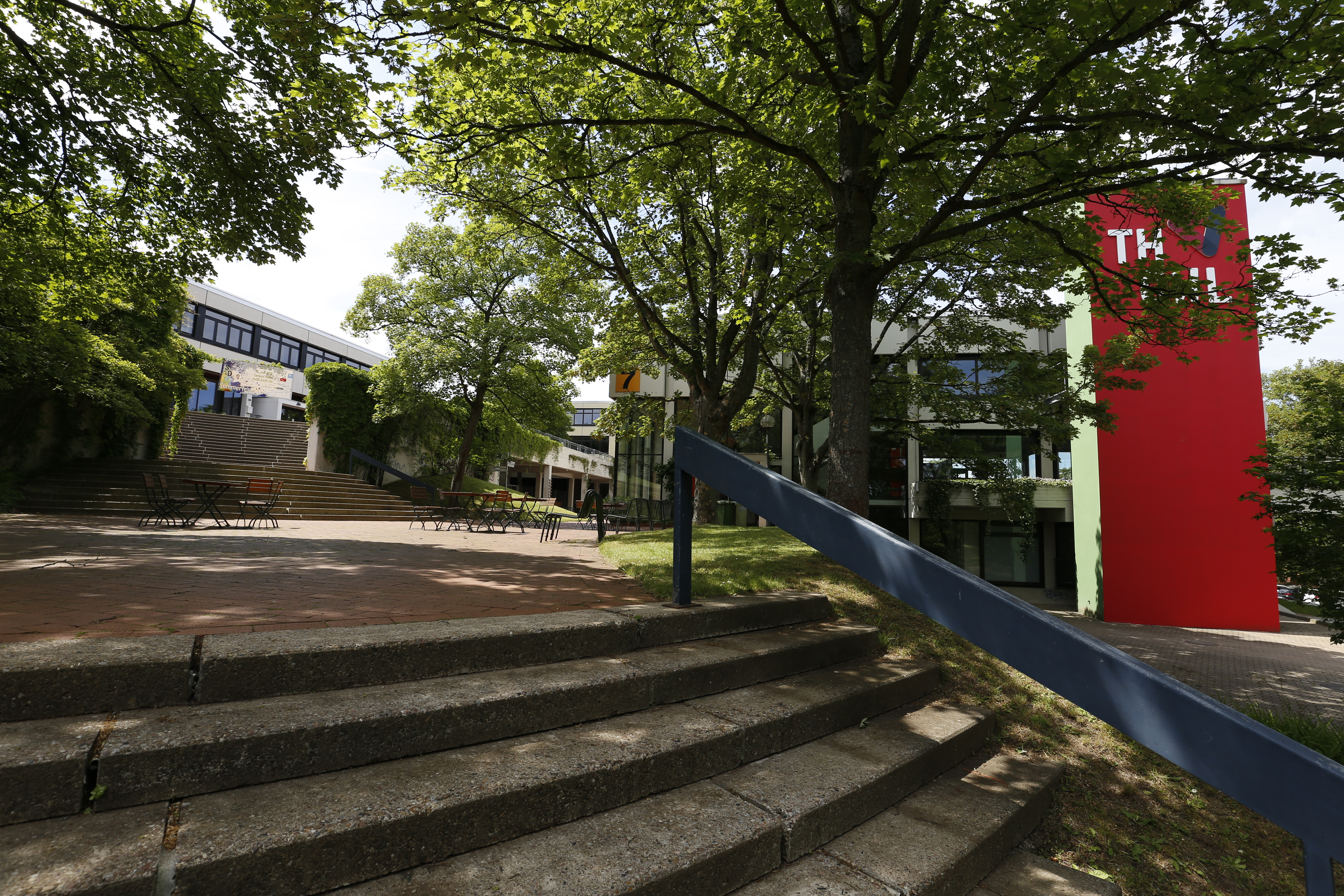
Campus Höxter der Technischen Hochschule OWL (2019)

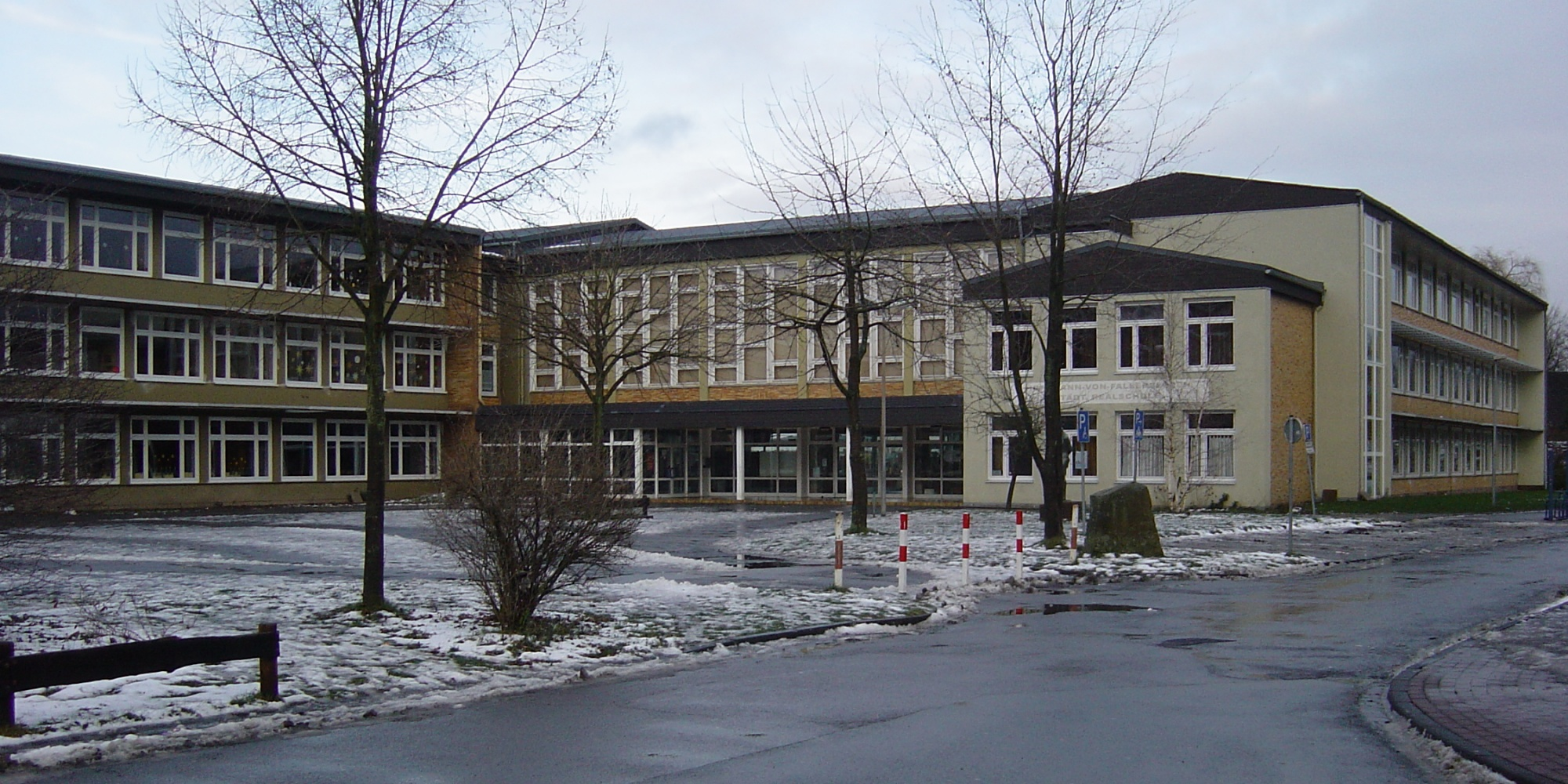
Hoffmann-von-Fallersleben-Realschule Höxter

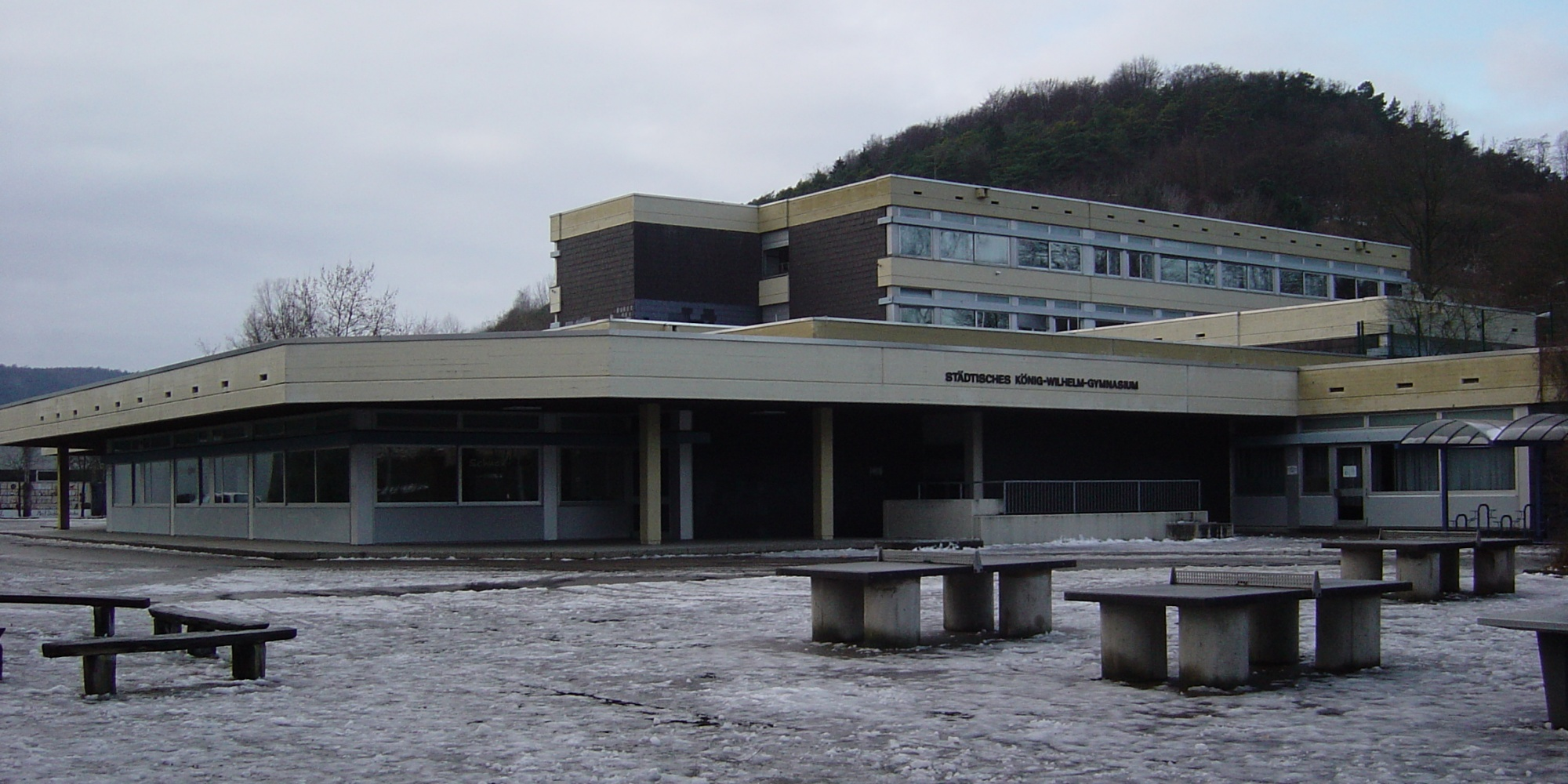
König-Wilhelm-Gymnasium Höxter

Die Technische Hochschule Ostwestfalen-Lippe hat einen Standort in Höxter. Hier betreibt sie Lehre und Forschung in den Bereichen Umweltingenieurwesen, Angewandte Informatik, Landschaftsarchitektur und Umweltplanung.
Im Stadtgebiet verteilt sind acht Grundschulen; dabei werden in Höxter, Lüchtringen und Ottbergen Gruppen der offenen Ganztagsgrundschule angeboten.
Die seit 2014 bestehende Sekundarschule Höxter ist eine inklusive Ganztagsschule und ermöglicht durch Kooperationen mit dem König-Wilhelm-Gymnasium und dem Berufskolleg Kreis Höxter das längere gemeinsame Lernen unter Beachtung gymnasialer Standards. Bis 2019 gab es eine Hauptschule, die Hauptschule am Bielenberg. Sie wurde seit dem 2006 als Ganztagsschule betrieben. Die Hoffmann-von-Fallersleben-Realschule, 1952 noch als Städtische Realschule für Jungen und Mädchen bezeichnet, kann auf ein Bestehen seit 1837 zurückblicken. In dem Jahr entstand die erste private höhere Mädchenschule, die 1912 in Städtische höhere Töchterschule umbenannt wurde. Das König-Wilhelm-Gymnasium (KWG) wurde im Jahr 1867 gegründet. Zu den weiterführenden Schulen gehört der Teilstandort des Berufskolleg Kreis Höxter, ein Berufskolleg des Kreises Höxter.
Im Jahr 2007 wurden an den Schulen der Stadt mit 232 Lehrkräften insgesamt 3764 Schüler unterrichtet, davon 33,5 % an den Grundschulen, 13,9 % an der Hauptschule und 24,8 % an der Realschule, 25,3 % am Gymnasium, sowie 2,6 % an der Förderschule.

## Beteiligungen der Stadt Höxter
- 50,00 % Gas- und Wasserversorgung Höxter GmbH & Co. KG (GWH), gegründet 1977, die weiteren 50,0 % hält die Gelsenwasser AG. Hierzu gehört auch die 100-prozentige Tochtergesellschaft Stadtentwässerung Höxter GmbH.
- 33,33 % Kulturkreis Höxter-Corvey GmbH, Träger der „Corveyer Musikwochen“ und anderer musikalischer Veranstaltungen, sowie des „Museums Höxter-Corvey“
- 10,61 % Gesellschaft für Wirtschaftsförderung im Kreis Höxter mbH (GfW)
- Bis 2067 auch erbbaurechtlich Besitzer des Grundstücks und der Gebäude des Flugplatzes Höxter-Holzminden

## Persönlichkeiten

### Ehrenbürger
- Ernst Lülwes, Kaufmann, 1873 vergeben[76]
- Eduard Sack, Kreisgerichtsdirektor, 1874 vergeben[76]
- Heinrich Timper, Kaufmann 1890 vergeben[76]
- Friedrich Krekeler, Gerber, 1895 vergeben[76]
- Wilhelm Haarmann, Fabrikant, 1917 vergeben[76]
- Louis Flotho, Fabrikant, 1925 vergeben[76]
- Jacob Pins (1917–2005), jüdischer Künstler, im Dritten Reich aus Höxter ins Exil geflohen, 2003 zum Ehrenbürger ernannt
- Klaus Töpfer (1938–2024), Bundesminister a. D., kam im Kindesalter nach Höxter, bestand dort sein Abitur, 2011 zum Ehrenbürger ernannt[77]

### Söhne und Töchter der Stadt
- Hermann von Höxter (~1370–1396), einer der ersten Medizinprofessoren der Universität Heidelberg
- Hinrich Boger (vor 1450–1505), Dichter und Frühhumanist
- Vitus Buscher (1531–1596), evangelischer Pastor, Schulrektor und Autor
- Nicolaus Erben (um 1532–1586), lutherischer Theologe, Generalsuperintendent von Alfeld
- Johann Eichrodt (1582–1638), Jurist und Gymnasialprofessor
- Martin Trost (1588–1636), Orientalist
- Vitus Georg Tönnemann (1659–1740), Vertrauensperson und Beichtvater von Kaiser Karl VI. in Wien
- Johann Wilhelm von Göbel (1683–1745), Jurist und Hochschullehrer
- Johann Friedrich Falke (1699–1753), Pfarrer, Historiker und Fälscher
- Johann Friedrich Heinrich Effler (1772–1837), evangelischer Geistlicher, Hofmeister, Lehrer, Erzieher und Schulleiter, Pastor und Superintendent
- William von Voigts-Rhetz (1813–1902), preußischer General der Infanterie
- August Potthast (1824–1898), Historiker und Bibliothekar
- Hermann Duddenhausen (1826–1912), Verwaltungsjurist und Ministerialbeamter
- Carl Niermann (1832–1896), Architekt und Baubeamter
- August Heisterman von Ziehlberg (1833–1901), Domänenrat, Autor und Landtagsabgeordneter im Herzogtum Anhalt
- Hermine Bovet (1842–?), Pianistin und Klavierpädagogin
- Fritz Rose (1855–1922), Kaiserlicher Kommissar von Deutsch-Neuguinea
- Georg Reuter (1855–1930), Präsident des Oberlandesgerichts Naumburg
- Julius Wortmann (1856–1925), Mykologe
- Johannes Schneider (1857–1930), evangelischer Theologe
- Max Rubensohn (1864–1913), deutscher Altphilologe und Literaturhistoriker
- Carl von Wedelstaedt (1864–1959), von 1919 bis 1928 Oberbürgermeister von Gelsenkirchen
- Samson Hochfeld (1871–1921), Rabbiner und Gelehrter
- Max Hartmann (1874–1910), deutscher Richter und Abgeordneter
- Karl Freudenberg (1876–1956), Berufsschuldirektor, Politiker und Oberbürgermeister der Stadt Hörde
- Paul Rhode (1877–1965), Lehrer, Politiker (SPD) und Landtagsabgeordneter
- Joseph Sprenger (1877–1951), Politiker (Zentrum) und Mitglied des Preußischen Landtags
- Franz Hilker (1881–1969), Reformpädagoge
- Heinrich Schlüter (1883–1971), Politiker (Zentrumspartei und CDU)
- Karl Neuhaus (1884–1943 oder 1944), römisch-katholischer Geistlicher, Ordensmann, Missionar und Märtyrer
- Max Robitzsch (1887–1952), Polarforscher und Meteorologe
- Hermann Worch (1890–1935), sozialdemokratischer Polizeibeamter, SPD-Bürgermeister im thüringischen Langewiesen und NS-Opfer
- Hans Ummen (1894–1982), Politiker (NSDAP)
- Hans-Theodor Schmidt (1899–1951), Hauptsturmführer und Adjutant des Lagerkommandanten des KZ Buchenwald
- Luise Holzapfel (1900–1963), Chemikerin
- Rudolf Lunghard (1902–1983), Maler, Grafiker und Kunsthandwerker
- Franz Lüke (1906–1966), Politiker (Zentrumspartei und CDU), Landrat und Landtagsabgeordneter
- Fro Trommsdorff (1909– ?) Geophysiker und Hochschullehrer
- Rudolf Dreyer (1910–1998), Neurologe, klinischer Neurophysiologe und Epileptologe
- Joachim Steinbacher (1911–2005), Ornithologe
- Maria Litto (1919–1996), Schauspielerin und Tänzerin
- Tilemann Grimm (1922–2002), Ordinarius für Sinologie (Chinesische Kultur, Geschichte und Sprachen) und Maoismus-Experte
- Rudi Hoffmann (1924–2008 in Bensheim), Spieleautor
- Eduard Micus (1925–2000), Maler
- Lothar Lammers (1926–2012), Erfinder
- Christel Looks-Theile (1930–2015), Journalistin und Schriftstellerin
- Heinrich Rosenbaum (1930–2016), Politiker (CDU) und Landtagsabgeordneter
- Rüdiger Ahrens (* 1939), Professor für Anglistik und Sprachlehrforschung
- Hartmut Bosch (* 1941), Jurist, Staatssekretär in Mecklenburg-Vorpommern
- Hermann Hecker (1941–2020), Politiker (CDU), Bürgermeister von Höxter
- Hartwig Schmidt (1942–2016), Bauforscher und Denkmalpfleger
- Volker Trommsdorff (* 1943), Wirtschaftswissenschaftler und Lehrstuhlinhaber
- Verena Auffermann (* 1944), Publizistin, Kritikerin, Dozentin und Herausgeberin
- Ursula Kähler (* 1944), Politikerin (SPD) und Landtagsabgeordnete
- Franz Knipping (* 1944), Historiker
- Wolf-Michael Catenhusen (1945–2019), Lehrer, Politiker und Bundestagsabgeordneter (SPD), 2003 bis 2005 Staatssekretär im Bundesministerium für Bildung und Forschung
- Ulf-Dieter Klemm (* 1946), Journalist, Übersetzer und Diplomat
- Helmut Bonney (* 1947), Psychiater und Psychotherapeut
- Michael Scheele (* 1948), Rechtsanwalt und Honorarkonsul
- Hans Christoph Becker-Foss (* 1949), Organist, Chorleiter und Professor
- Hermann Krekeler (* 1951), Schul-, Sach- und Experimentierbuchautor
- Wolfgang Beltracchi (* 1951), verurteilter Kunstfälscher
- Sabine Henze-Döhring (* 1953), Musikwissenschaftlerin
- Franz Meyer (* 1953), Historiker und Archivar
- Thomas Ritter (* 1955), deutscher Maler und Grafiker
- Christhard Gössling (* 1957), Solo-Posaunist der Berliner Philharmoniker, Professor an der Hochschule für Musik „Hanns Eisler“ Berlin
- Burkhard Albers (* 1959), Jurist und Politiker (SPD)
- Hans-Jürgen Bömelburg (* 1961), Historiker und Professor
- Thomas von Heesen (* 1961), Fußballspieler und -trainer
- Roland Schwarze (* 1961), Jurist und Professor an der Gottfried Wilhelm Leibniz Universität Hannover
- Klaus Dobrunz (* 1962), Maler und Bildhauer
- Monika Düker (* 1963), Politikerin, Landesvorsitzende NRW der Bündnis 90/Die Grünen und Mitglied des Landtages Nordrhein-Westfalen
- Robert Focken (* 1963), Schriftsteller
- Stephan Kuhn (* 1964), Fußballspieler
- Andreas Lange (* 1964), evangelisch-lutherischer Theologe
- Thorsten Nindel (* 1964), Schauspieler
- Jörg Schröder (* 1964), Bauingenieur, Prorektor der Universität Duisburg-Essen
- Anja Niedringhaus (1965–2014), Fotografin, Pulitzer-Preisträgerin
- Gerhard Schuster (* 1966), Geologe, Naturfotograf und Autor
- Christian Haase (* 1966), Politiker (CDU), MdB
- Susanne Rikus (* 1968), Künstlerin
- Stefan Krabath (* 1969), Archäologe
- Evelin Wetter (* 1969), Kunsthistorikerin
- Jürgen Unruhe (* 1970), Politiker (SPD) und Landtagsabgeordneter
- Julia Kahle-Hausmann (* 1971), Politikerin (SPD)
- Henrik Weiser (* 1975), Koch
- Kai Koch (* 1986), Musikpädagoge, Organist, Chorleiter und Hochschullehrer
- Koray Günter (* 1994), deutsch-türkischer Fußballspieler
- Felix Platte (* 1996), Fußballspieler
- Furkan Şimşek (* 1997), deutsch-türkischer Fußballspieler
- Pauline Starke (* 1997), Judoka
- Svea Marie Engel (* 1998), im Ortsteil Lütmarsen geborene Schauspielerin
- Ennio Albrecht (* 2000), Eishockeytorwart

### Persönlichkeiten, die mit Höxter in Verbindung stehen
- Ansgar von Bremen (801–865), Mönch, bekannt als „Apostel des Nordens“, lehrte in Corvey
- Christoph von Elmendorff (1774–1834), Domherr in Lübeck und Paderborn, Abgeordneter
- Annette von Droste-Hülshoff (1797–1848), Dichterin und Komponistin, gab in Höxter 1820 ihr erstes öffentliches Konzert als Sängerin.
- August Heinrich Hoffmann von Fallersleben (1798–1874), Germanist und Dichter des Liedes der Deutschen, dessen dritte Strophe die deutsche Nationalhymne ist, lebte von 1855 bis zu seinem Tod in Höxter-Corvey und ist dort auch begraben
- Konrad Beckhaus (1821–1890), Theologe, Botaniker, Mykologe und Lepidopterologe
- Karl Möllinger (1822–1895), Architekt und Gründer der 1. Preußischen Baugewerkschule in Höxter, hier auch Denkmal und Straßenbenennung.
- August Hanemann (1840–1926), Architekt, lebte seit 1891 in Corvey, Verfasser von Schloss Corvey an der Weser (10. Auflage. 1947)
- Ullrich Niemann (18??–1929), Professor und Direktor der Baugewerkschule, Stadtverordneter bzw. Stadtverordnetenvorsteher in Höxter[78]
- Hermann Gockel (18??–1936), Architekt, Stadtverordneter, Stadtrat
- Ludwig Hensel (1889–1949), Oberstudiendirektor, Direktor des städtischen Realgymnasiums und führte 1925 als Beigeordneter die Dienstgeschäfte des erkrankten Bürgermeisters Haarmann[78]
- Karl Arthur Held (1884–1939), deutscher Landschaftsmaler, ansässig in Höxter
- Wilhelm Nonnenbruch (1887–1955), führender deutscher Internist zur Zeit des Nationalsozialismus sowie Professor der Medizin an der Karls-Universität Prag und der Johann Wolfgang Goethe-Universität Frankfurt am Main. Ab 1950 leitete er die Weserberglandklinik in Höxter.
- Ludwig Eichholz (1903–1964), NSDAP-Funktionär und SA-Führer, der sich nach 1945 ihn Höxter niederließ und dem zu Ehren eine Straße benannt wurde
- Hans Werdehausen (1910–1977), Maler
- Michael Buthe (1944–1994), Maler und Bildhauer, lebte zeitweise in Höxter und ist hier auch begraben
- Marie-Luise Dött (* 1953), Politikerin (CDU) und Bundestagsabgeordnete